# East Side Gallery

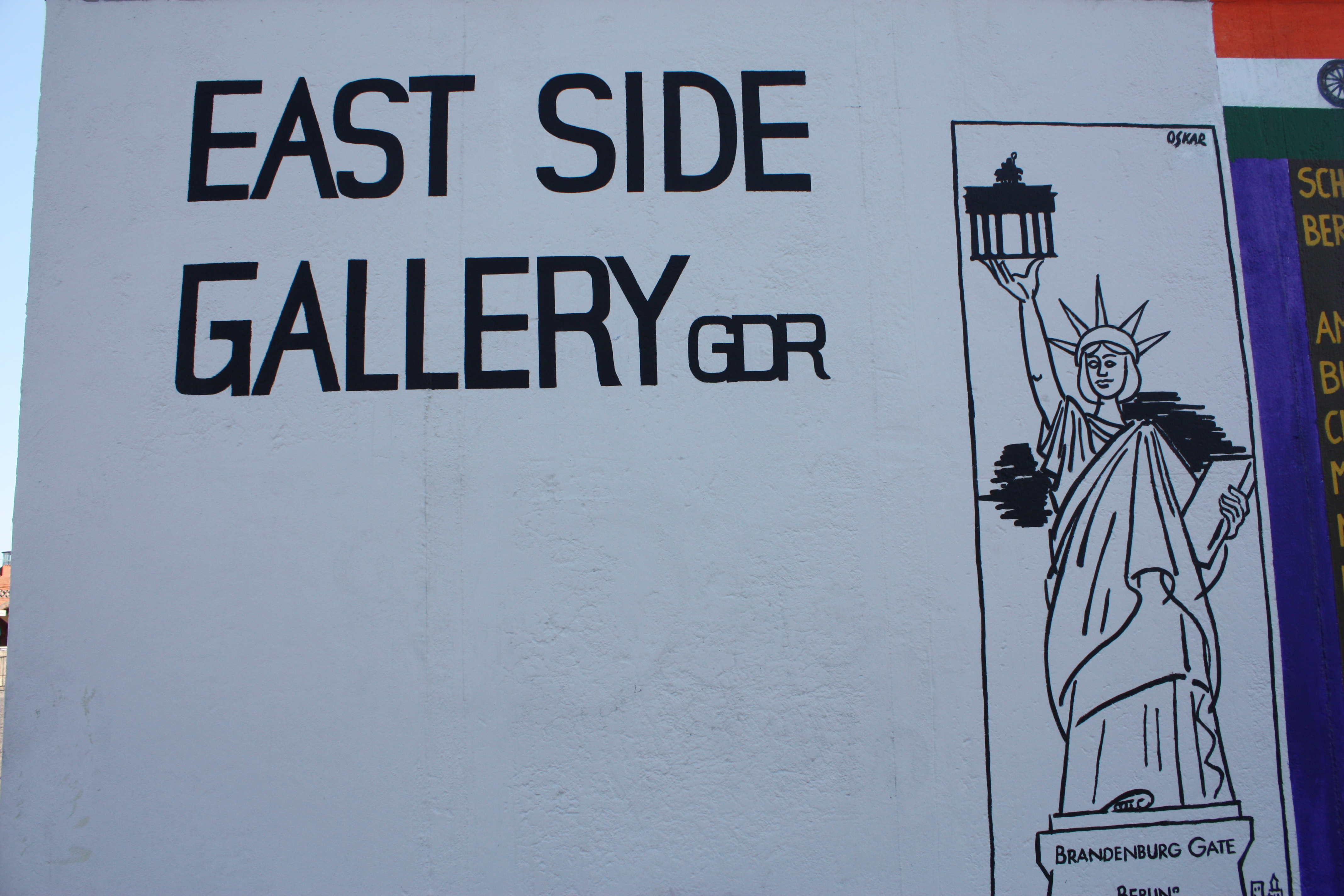
Mural indicando el comienzo de la East Side Gallery

East Side Gallery es una galería de arte al aire libre situada sobre una sección de 1316 metros en la cara este del muro de Berlín, que fueron salvados del derribo con dicha finalidad. Está situada cerca del centro de Berlín, en la calle Mühlenstraße del distrito Friedrichshain-Kreuzberg, a lo largo de la rivera del río Spree. Se considera que es la galería de arte al aire libre de mayor longitud y duración del mundo.

## Descripción

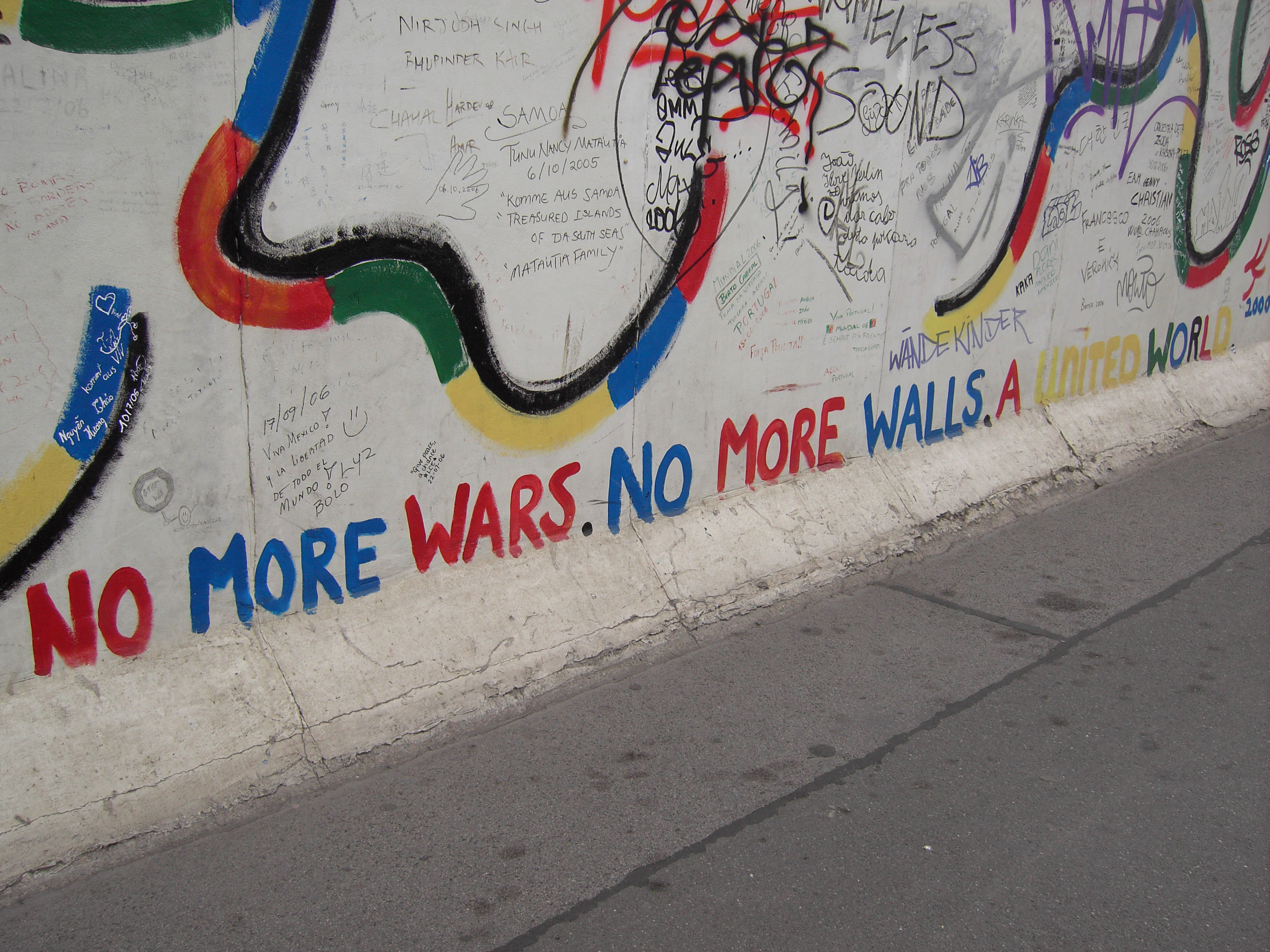
Eslogan popular de una de las secciones del East Side Gallery: "No más guerras. No más muros. Un mundo unido."

La galería consta de 103 murales pintados por artistas de todo el mundo rindiendo homenaje a la libertad y documentando la euforia y esperanza por un mundo mejor que se produjeron con el fin de la guerra fría. Fue fundada tras la unión de dos asociaciones de artistas alemanas, la "Federal Association of Artists - BBK" y la "GDR - Artists Association". Los principales promotores fueron Bodo Sperling, Barbara Greul Aschanta, Jörg Kubitzki y David Monti.
En julio de 2006, con el fin de facilitar el acceso a río Spree, se movió una sección de 40 metros alejándola hacia el oeste, en paralelo a su posición original.
Con motivo de la preparación del vigésimo aniversario de la caída del muro de Berlín, se realizó programa de renovación que consistió en tapar la mayoría de los murales, que se encontraban en un lamentable estado debido al vandalismo y la erosión propias de las obras expuestas al aire libre, y pedir a los autores que volviesen a pintar sus obras

. Algunos artistas se negaron a tener que repetir sus obras, indicando que la galería debió haber realizado una restauración y prevenido la destrucción de las obras originales.

## Listado de artistas y sus obras
1. Oskar: (Hans Bierbrauer)

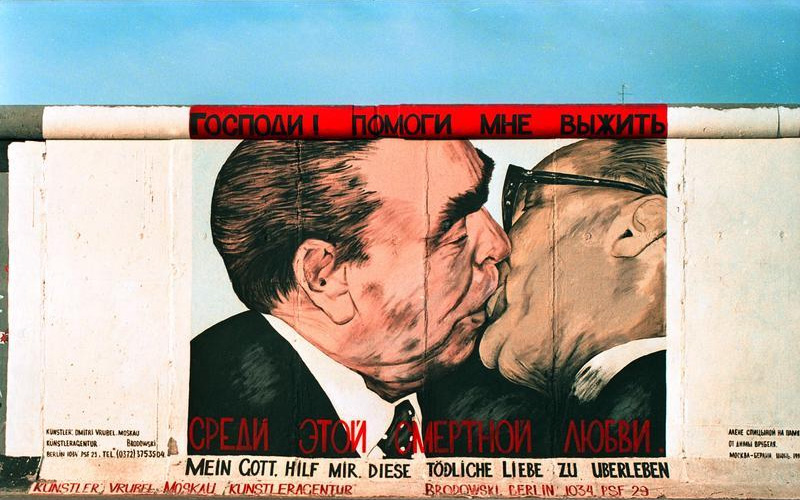
Bruderkuss, una de las obras más famosas del East Side Gallery.

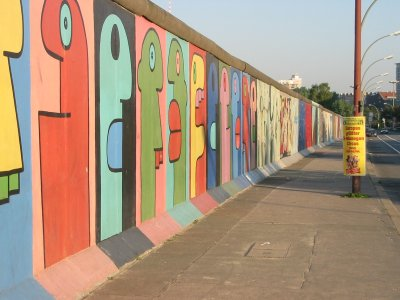
Algunas cabezas del artista Thierry Noir

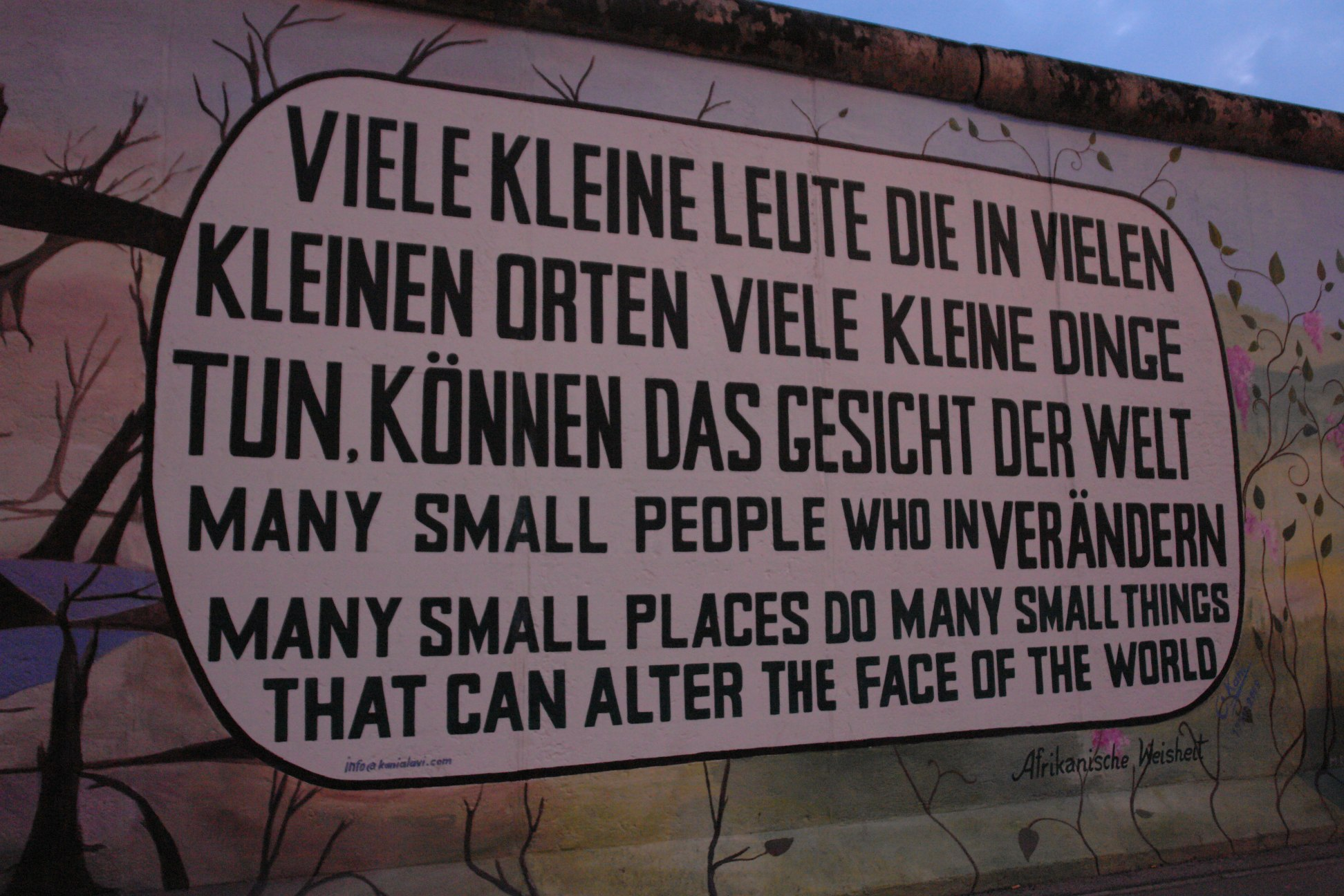
Mural con el eslogan: "Mucha gente pequeña, que en muchos lugares pequeños, hace muchas cosas pequeñas, pueden cambiar la cara del mundo."

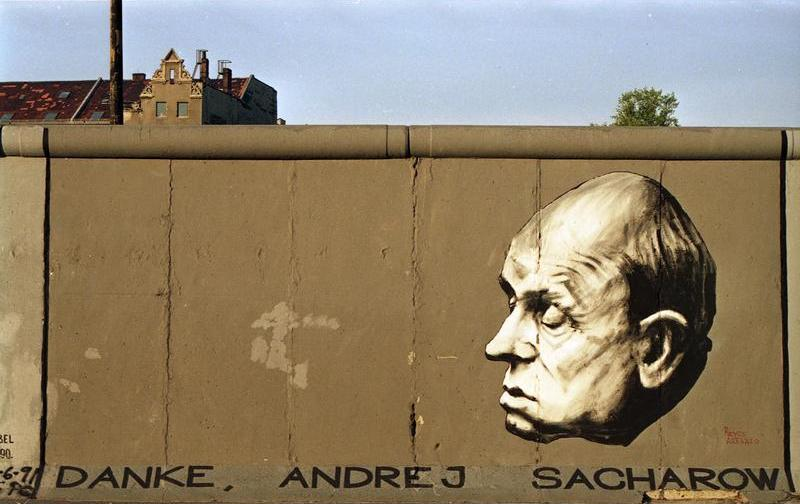
Gracias, Andréi Sájarov, mural en homenaje a Andréi Sájarov, premio nobel de la paz en 1975.

2. Narenda K. Jain: Die sieben Stufen der Erleuchtung
3. Fulvio Pinna: Hymne an das Glück
4. Kikue Miyatake: Paradise Out Of The Darkness
5. Günther Schäfer: Vaterland
6. Georg Lutz Rauschebart
7. César Olhagaray: Sin título.
8. Jens-Helge Dahmen: Pneumohumanoiden
9. Gábor Simon: Space Magic
10. Siegrid Müller-Holtz: Gemischte Gefühle
11. Ursula Wünsch: Frieden für Alles
12. Oliver Feind, Ulrike Zott: Sin título.
13. Ana Leonor Rodriges
14. Muriel Raoux, Kani Alavi: Sin título.
15. Muriel Raoux: Les Yeux Ouverts
16. Ditmar Reiter: Sin título.
17. Santoni: Trilogie-Maschine Macht
18. Bodo Sperling: The Trans-formation of the penta gram to a peace star in a big Europe without walls
19. Barbara Greul Aschanta: Deutschland im November
20. Willi Berger: Soli Deo Gloria
21. André Sécrit, Karsten Thomas: Du hast gelernt, was Freiheit ist
22. Theodor Chezlav Tezhik: The Big Kremlin's Wind
23. Catrin Resch: Europas Frühling
24. Irina Dubrowskaja: Die Wand muss weichen wenn der Meteorit der Liebe kommt
25. Dmitri Vrúbel: Mein Gott hilf mir, diese tödliche Liebe zu überleben
26. Marc Engel: Marionetten eines abgesetzten Stücks
27. Alexey Taranin: Sin título.
28. Michail Serebrjakow: Diagonale Lösung des Problems
29. Rosemarie Schinzler: Sin título.
30. Rosemarie Schinzler: Wachsen lassen
31. Christine Fuchs: How's God? She's Black
32. Gerhard Lahr: Berlyn
33. Karin Porath: Freiheit fängt innen an
34. Lutz Pottien-Seiring: Sin título.
35. Wjatschleslaw Schjachow: Die Masken
36. Dmitri Vrúbel: Gracias, Andréi Sájarov
37. Jeanett Kipka: Sin título.
38. Gamil Gimajew: Sin título.
39. Jürgen Große: Die Geburt der Kachinas
40. Christopher Frank: Stay Free
41. Andreas Paulun: Amour, Paix
42. Kim Prisu (Joaquim A. Gocalves Borregana): Métamorphose des existences lie par un mobile indéfini
43. Greta Csatlòs (Künstlergruppe Ciccolina): Sonic Malade
44. Henry Schmidt: Vergesst mir die Liebe nicht
45. Thomas Klingenstein: Umleitung in den japanischen Sektor
46. Karsten Wenzel: Die Beständigkeit der Ignoranz
47. Pierre-Paul Maillé: Sin título.
48. Andy Weiß: Geist Reise
49. Gabriel Heimler: Der Mauerspringer
50. Salvadore de Fazio: Dawn of Peace
51. Gerald Kriedner: Götterdämmerung
52. Christos Koutsouras: Einfahrt Tag und Nacht freihalten
53. Yvonne Onischke (geb. Matzat; Künstlername seit 2005 Yoni): Berlin bei Nacht
54. Peter Peinzger: Sin título.
55. Elisa Budzinski: Wer will, daß die Welt so bleibt, wie sie ist, der will nicht, daß sie bleibt
56. Sabine Kunz: Sin título.
57. Jay One (Jacky Ramier): Sin título.
58. Klaus Niethardt: Justitia
59. Mirta Domacinovic: Zeichen in der Reihe
60. Patrizio Porrachia: Sin título.
61. Ines Bayer, Raik Hönemann: Es gilt viele Mauern abzubauen
62. Thierry Noir: Sin título.
63. Teresa Casanueva: Sin título.
64. Stephan Cacciatore: La Buerlinca
65. Karina Bjerregaard, Lotte Haubart: Himlen over Berlin
66. Christine Kühn: Touch the Wall
67. Rodolfo Ricàlo: Vorsicht
68. Birgit Kinder: Test the Best
69. Margaret Hunter, Peter Russell: Sin título.
70. Peter Russell: Himmel und Sucher
71. Margaret Hunter: Joint Venture
72. Sándor Rácmolnár: Waiting for a New Prometheus
73. Gábor Imre: Sin título.
74. Pal Gerber: Sag, welche wunderbaren Träumen halten meinen Sinn umfangen
75. Gábor Gerhes: Sin título.
76. Sándor Györffy: Sin título.
77. Gruppe Stellvertretende Durstende
78. Laszlo Erkel (Kentaur): You can see Infinity
79. Kani Alavi: Es geschah im November
80. Jim Avignon: Miriam Butterfly, Tomas Fey: Doin it cool for the East Side
81. Peter Lorenz: Sin título.
82. Dieter Wien: Der Morgen
83. Jacob Köhler: Lotus
84. Carmen Leidner: Niemandsland
85. Jens Hübner, Andreas Kämper: Sin título.
86. Hans-Peter Dürhager, Ralf Jesse: Der müde Tod
87. Jolly Kunjappu: Dancing to Freedom
88. Susanne Kunjappu-Jellinek: Curriculum Vitae
89. Mary Mackay: Tolerance
90. Carsten Jost, Ulrike Steglich: Politik ist die Fortsetzung des Krieges mit anderen Mitteln
91. Brigida Böttcher: Flora geht
92. Ignasi Blanch i Gisbert: Parlo d'Amor
93. Kiddy Cidny: Ger-Mania
94. Petra Suntinger, Roland Gützlaff: Sin título.
95. Andréi Smolak: Sin título.
96. Youngram Kim-Holdfeld: Sin título.
97. Karin Velmanns: Sin título.
98. Rainer Jehle: Denk-Mal, Mahn-Mal
99. Kamel Alavi: Sin título.
100. Kasra Alavi: Flucht
101. Ingeborg Blumenthal: Der Geist ist wie Spuren der Vögel am Himmel
102. Youngram Kim

## Fotos del East Side Gallery

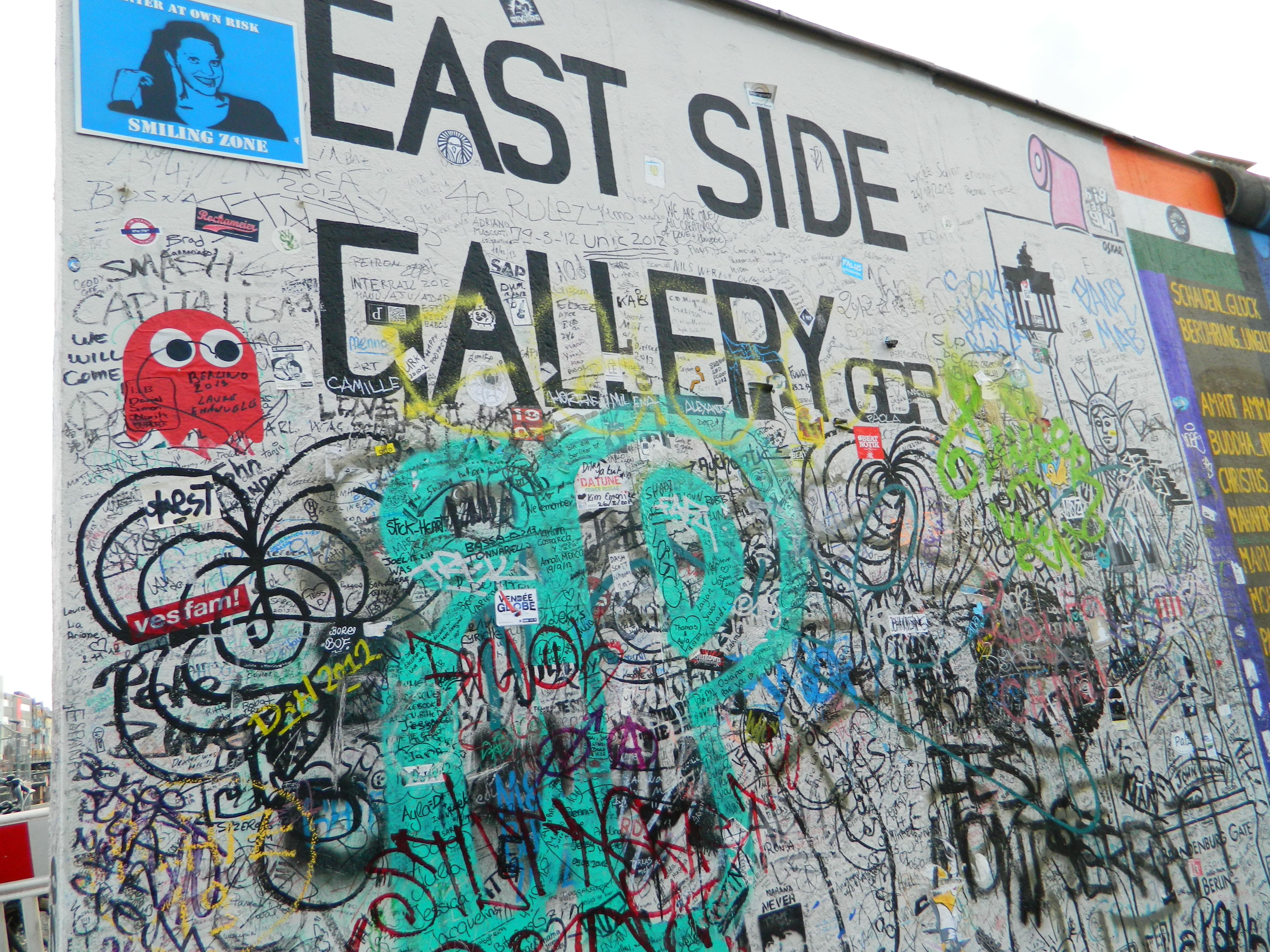
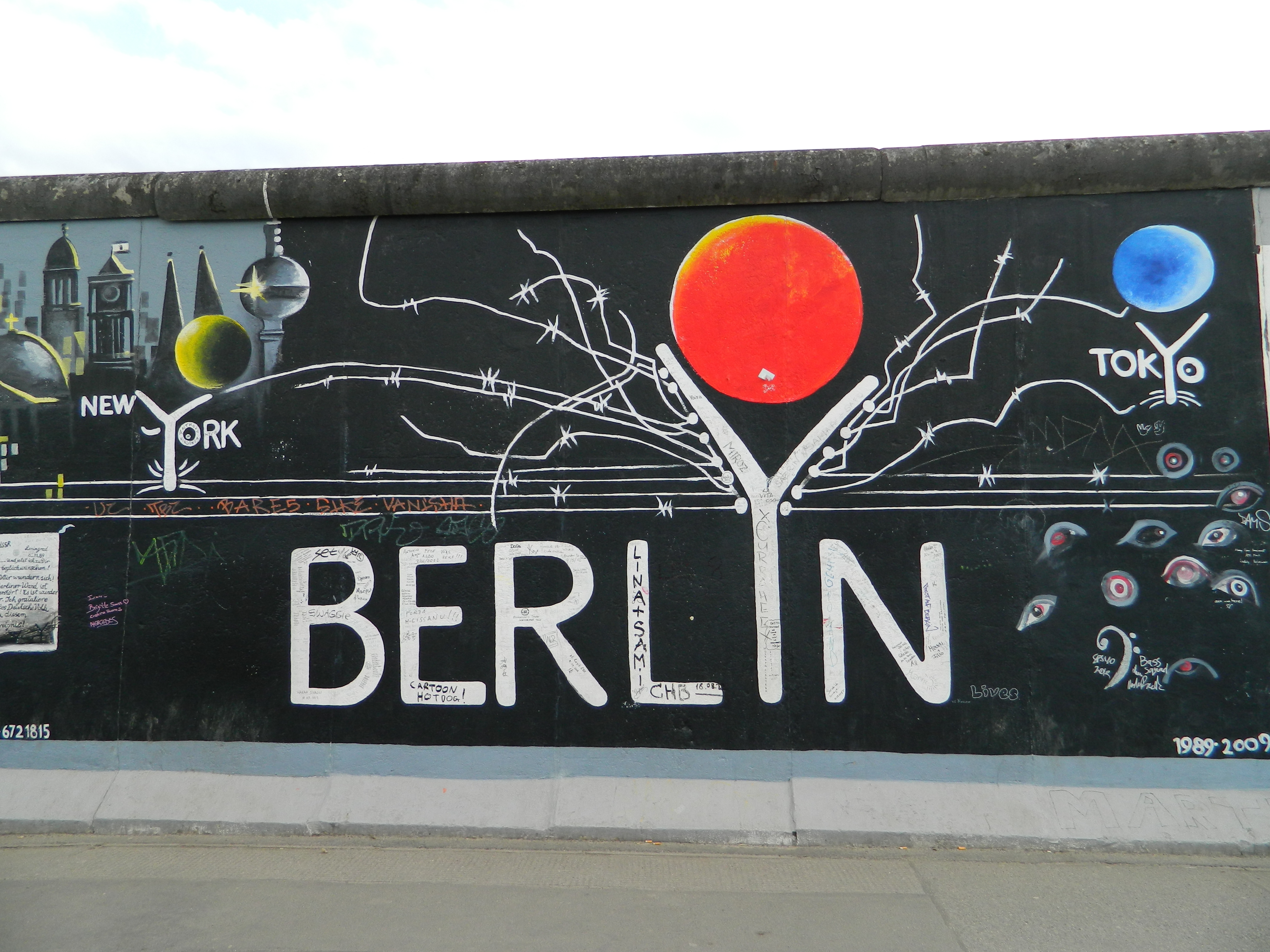
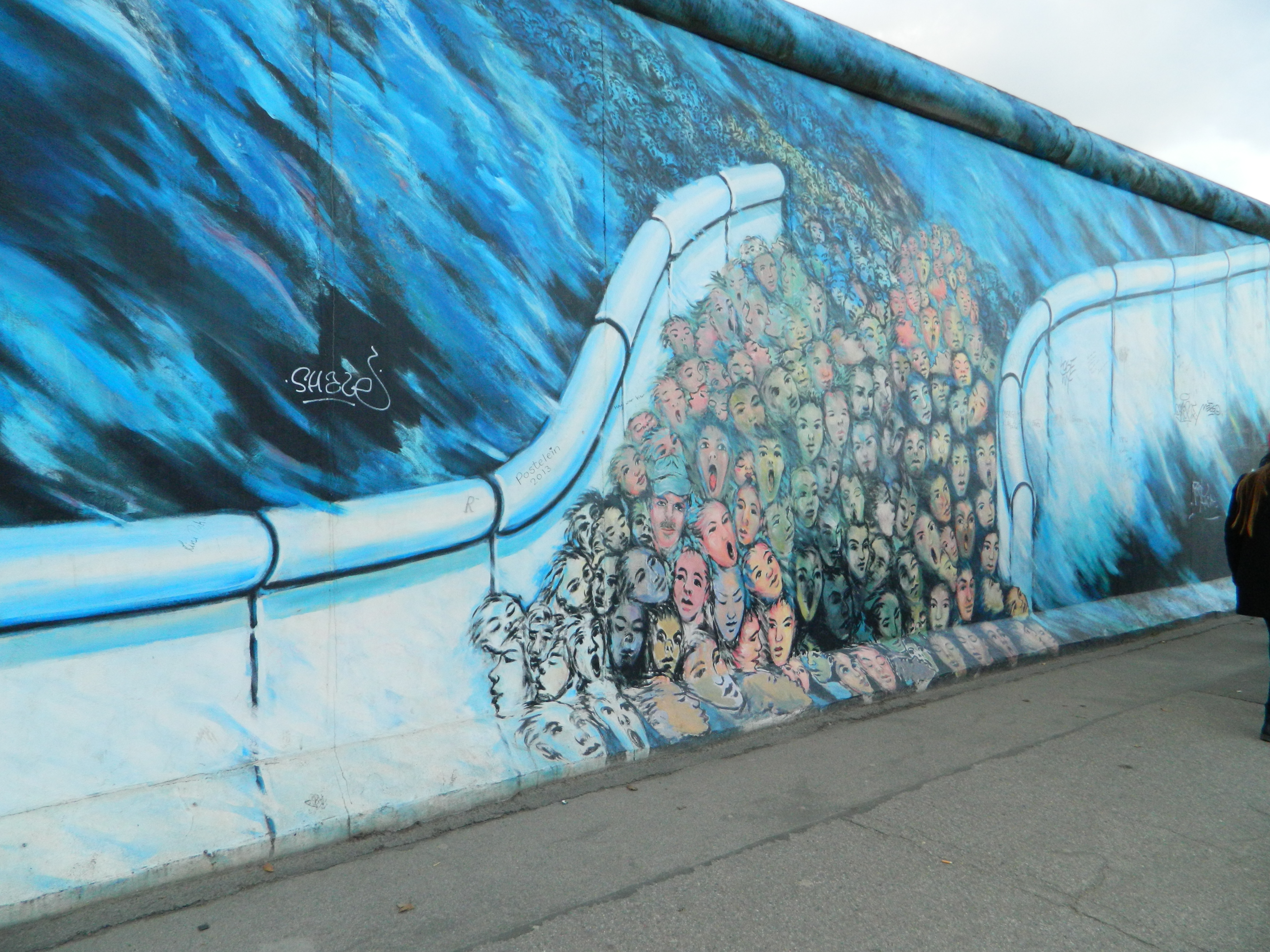
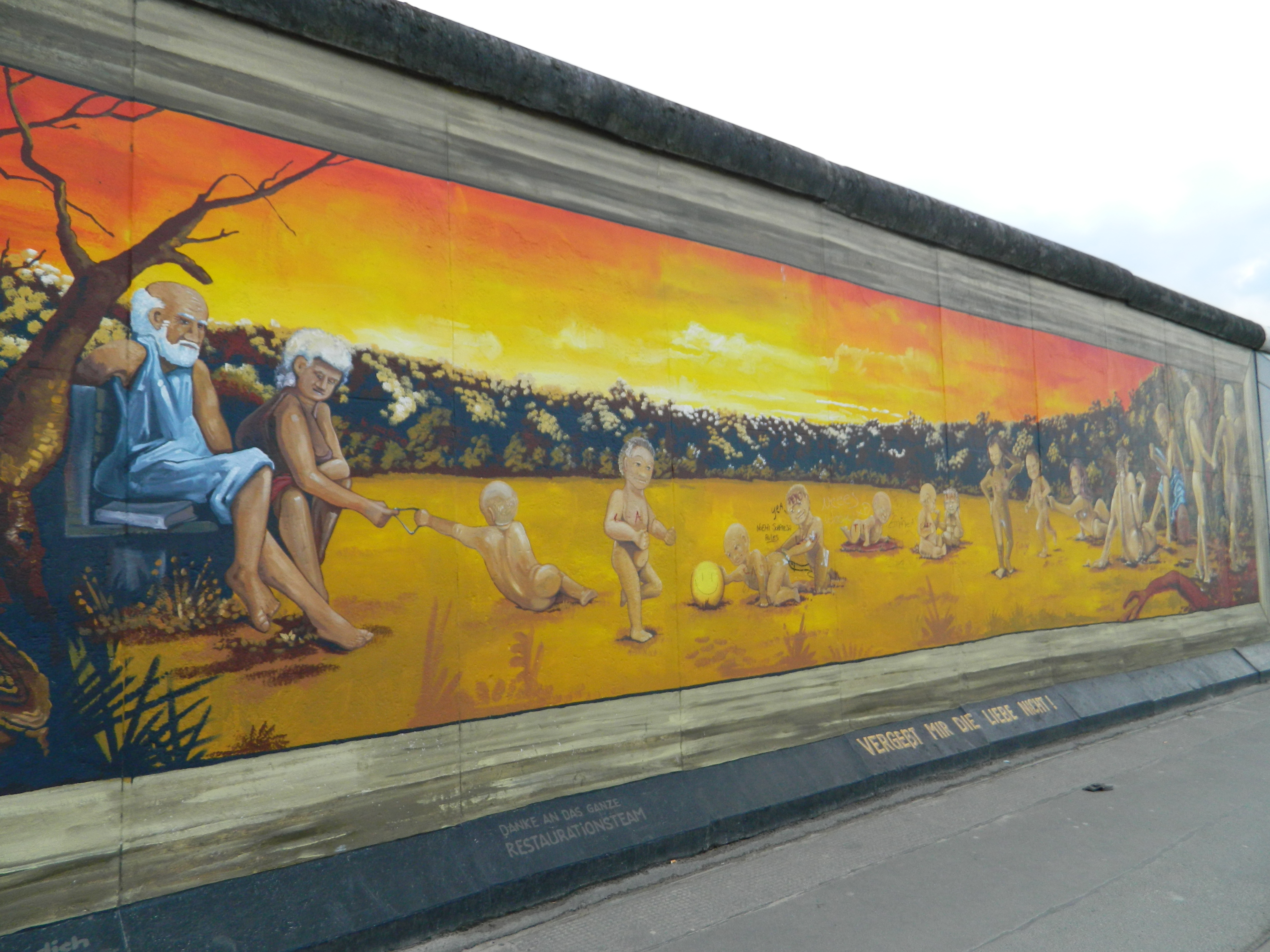
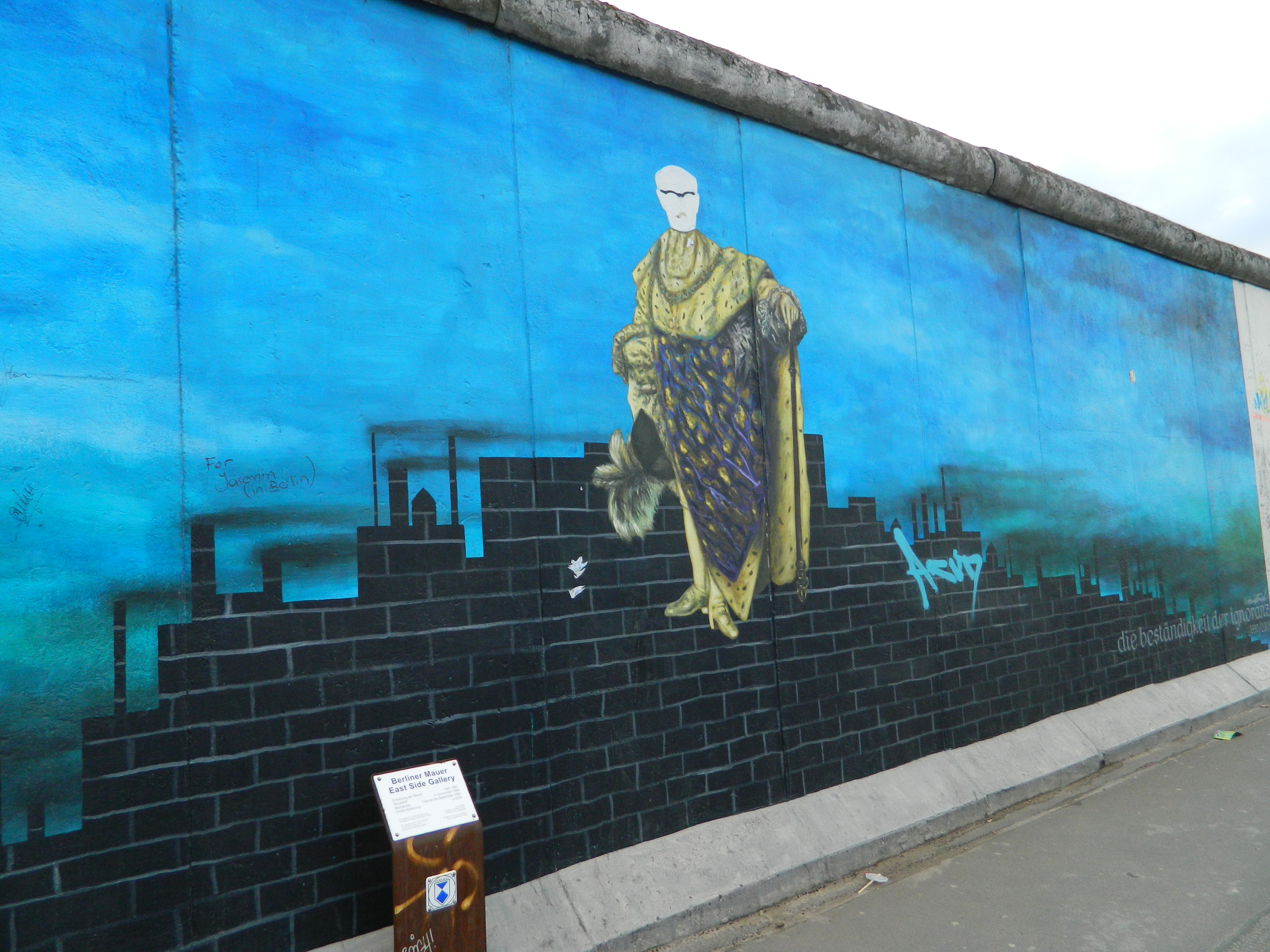
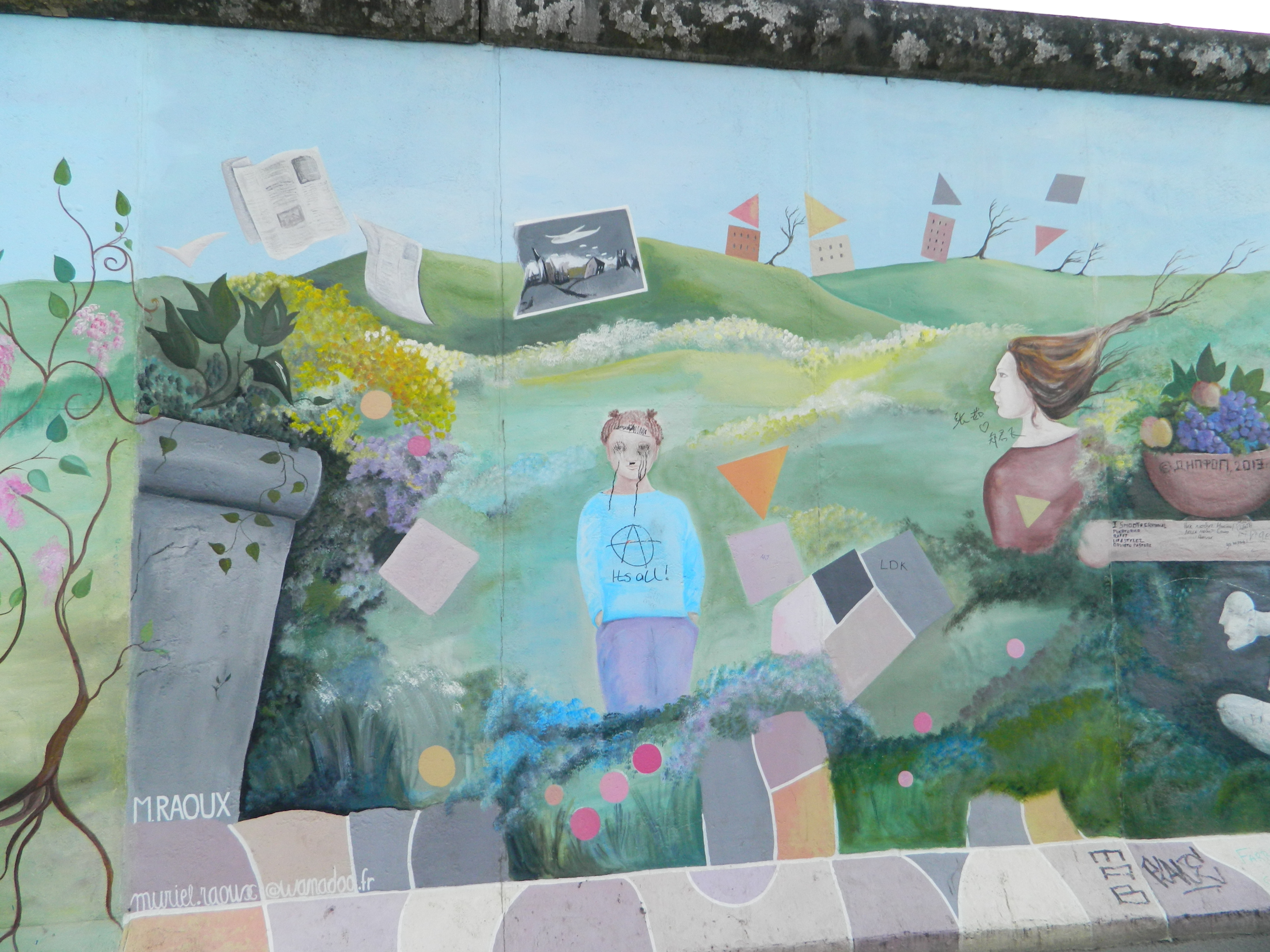
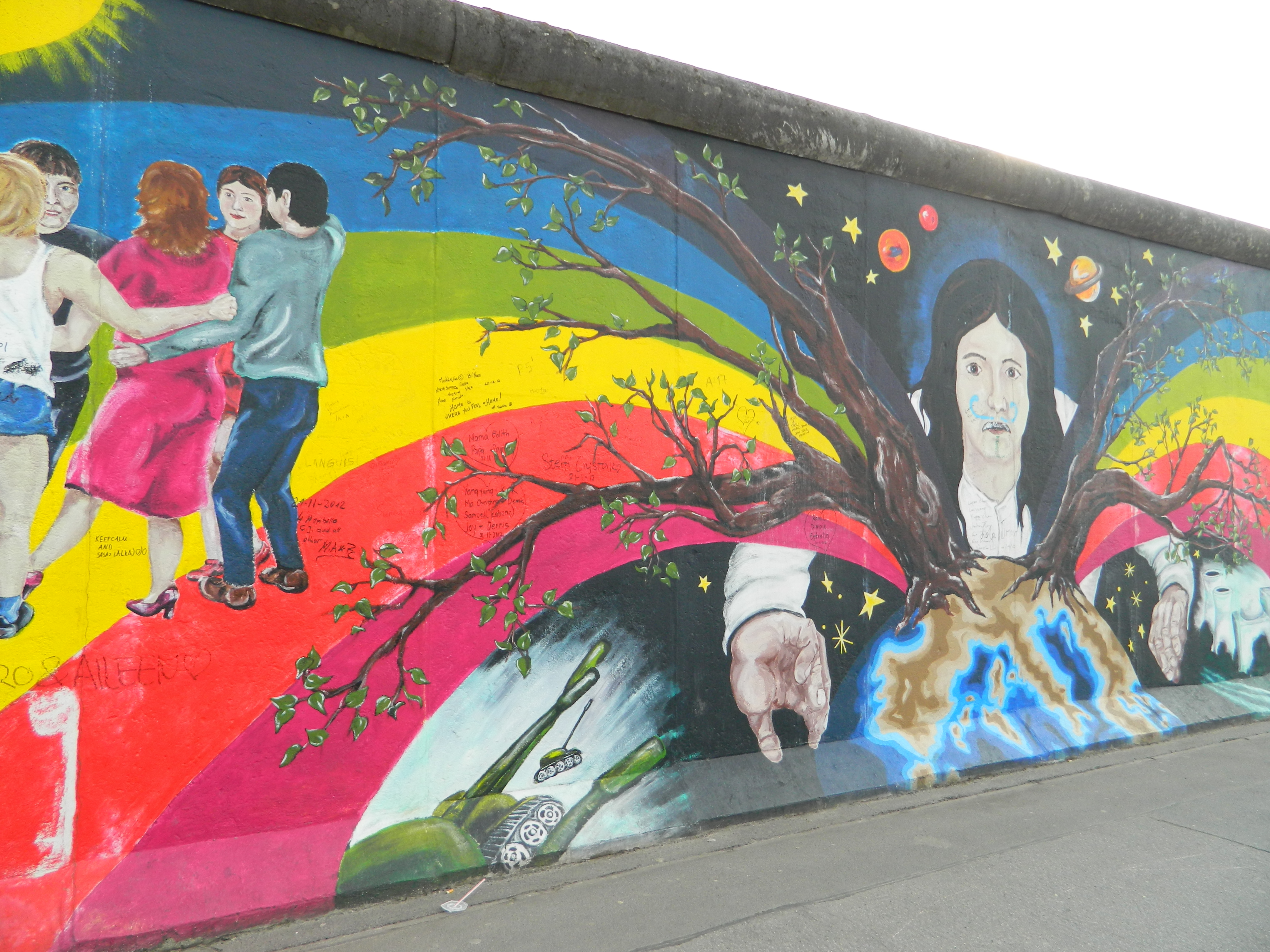
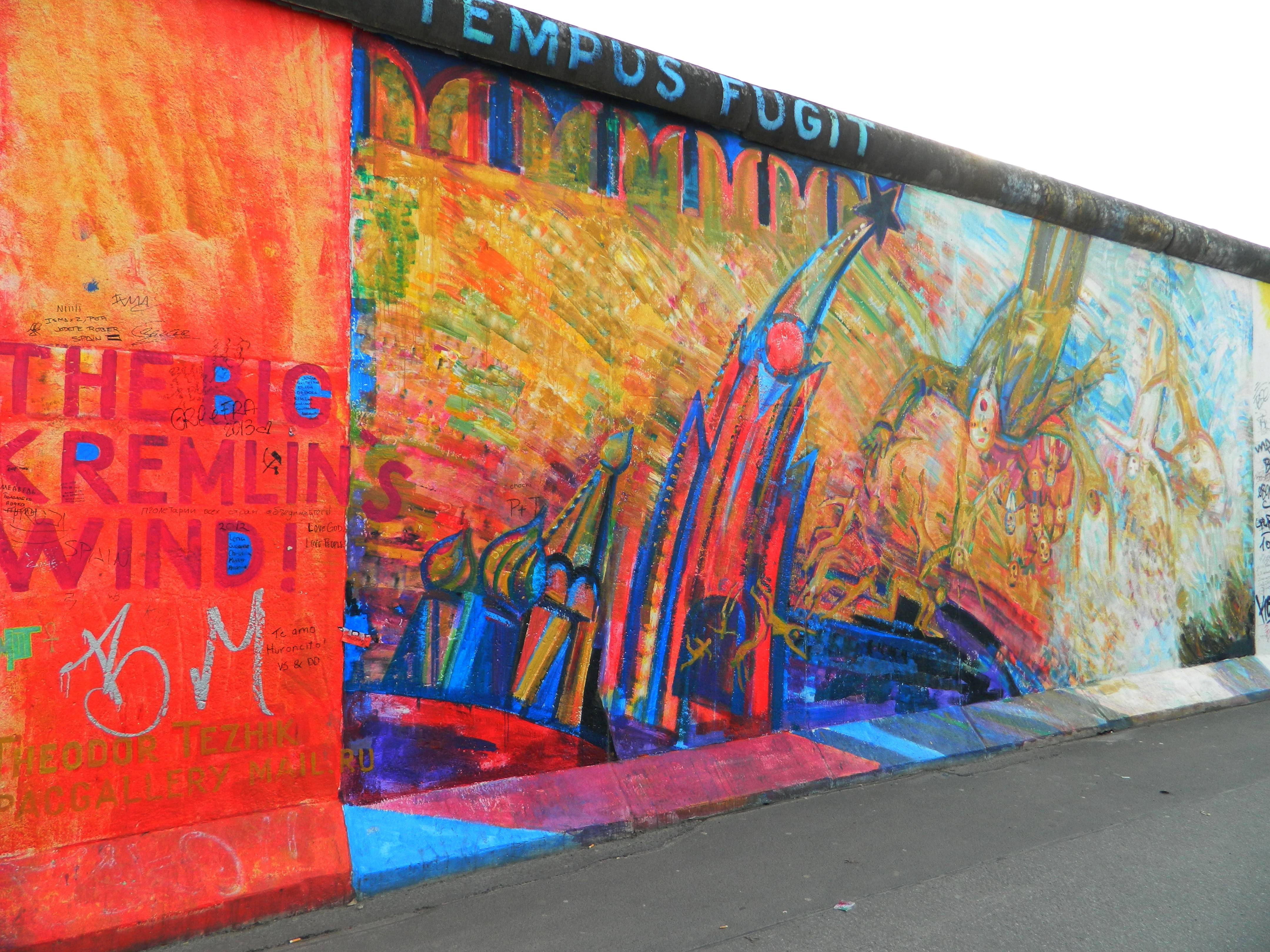
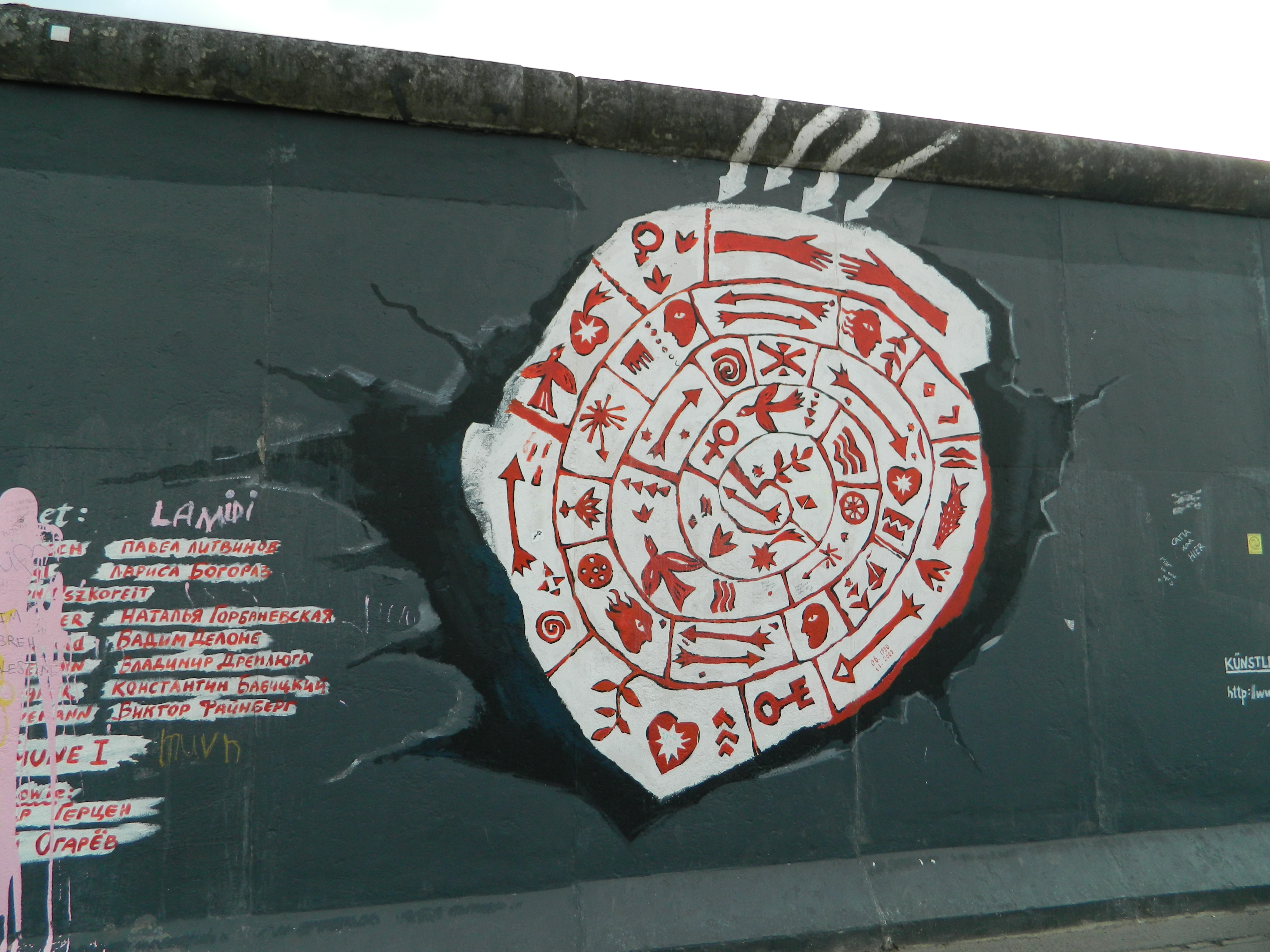
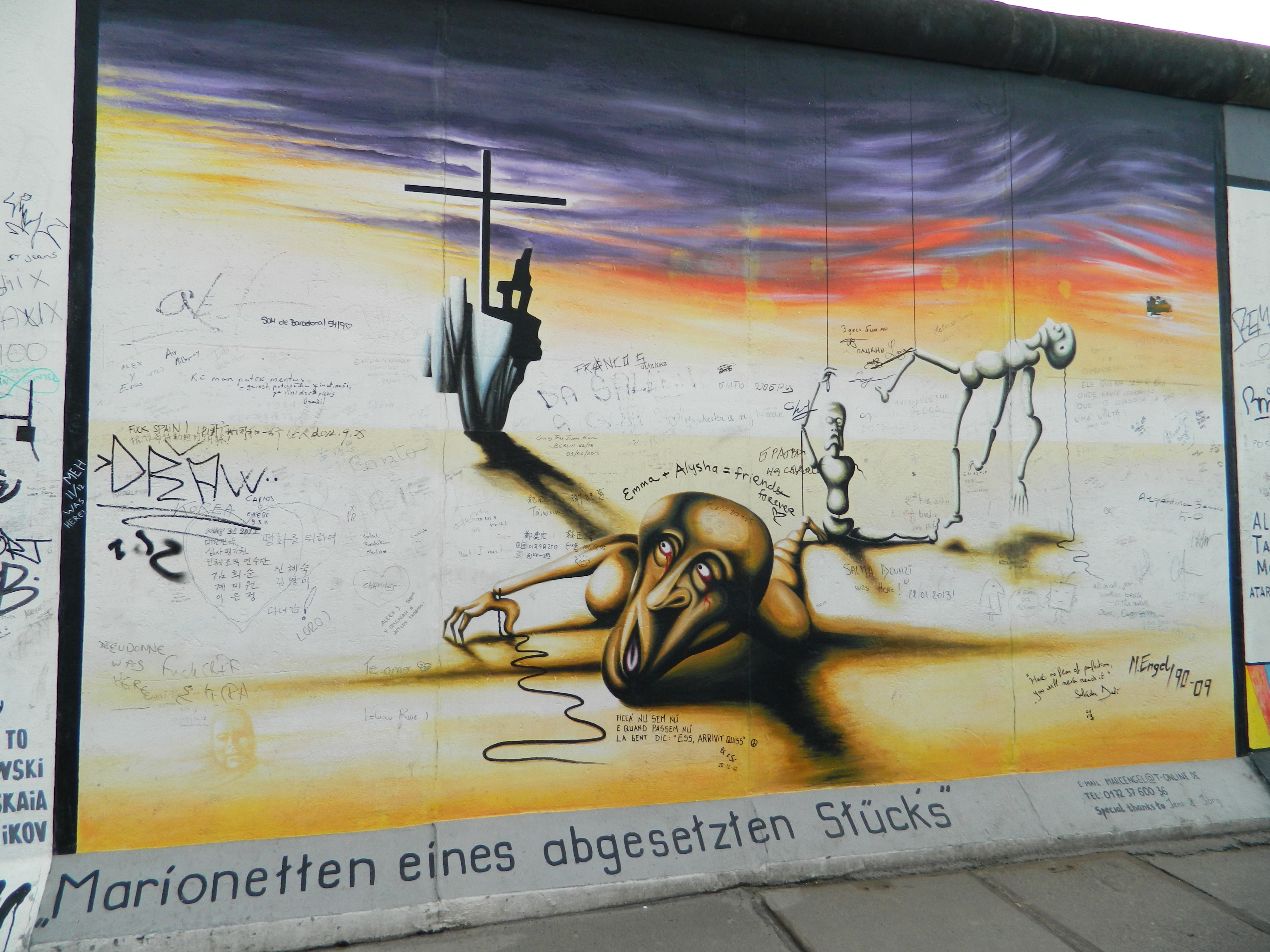
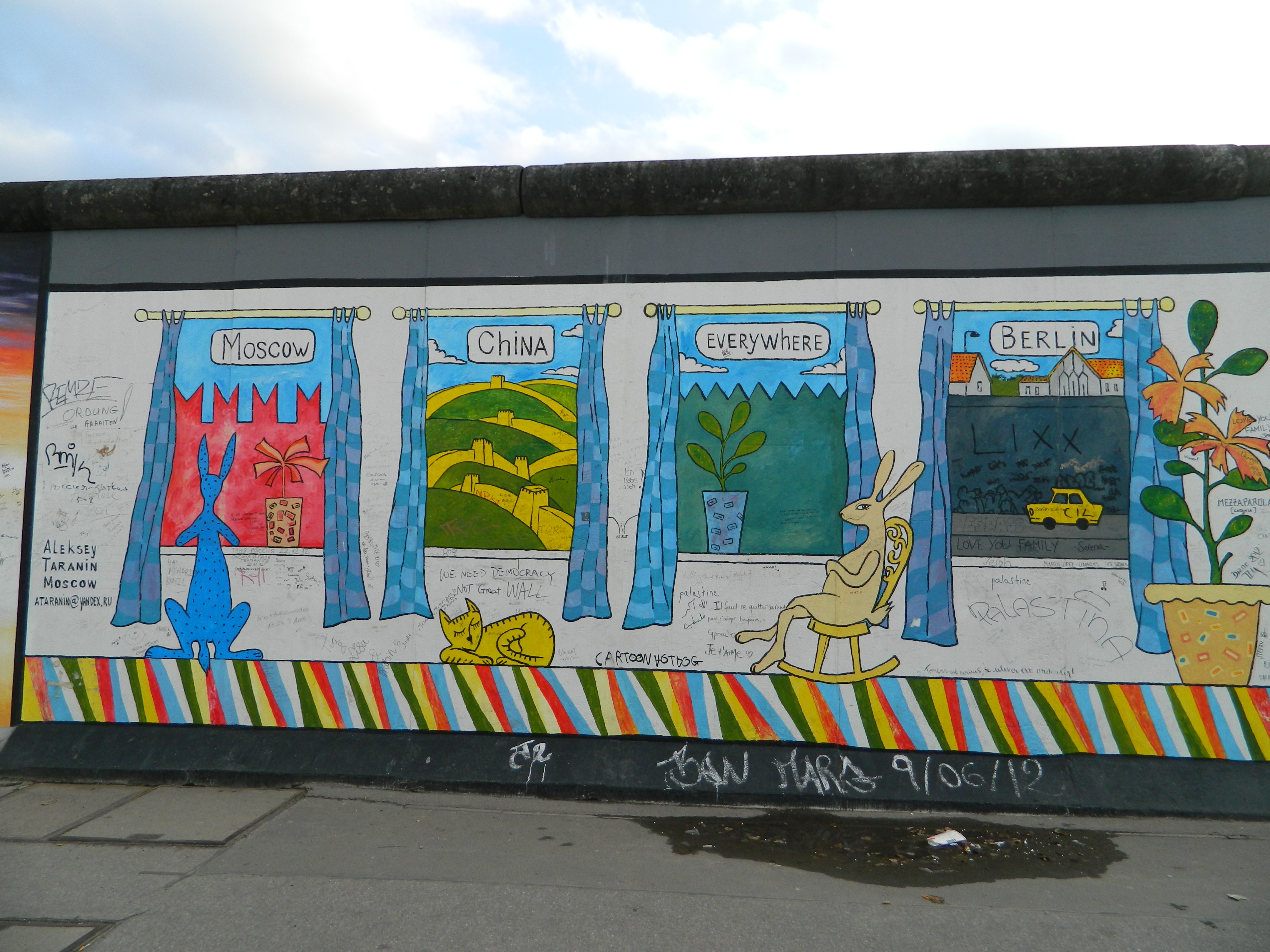
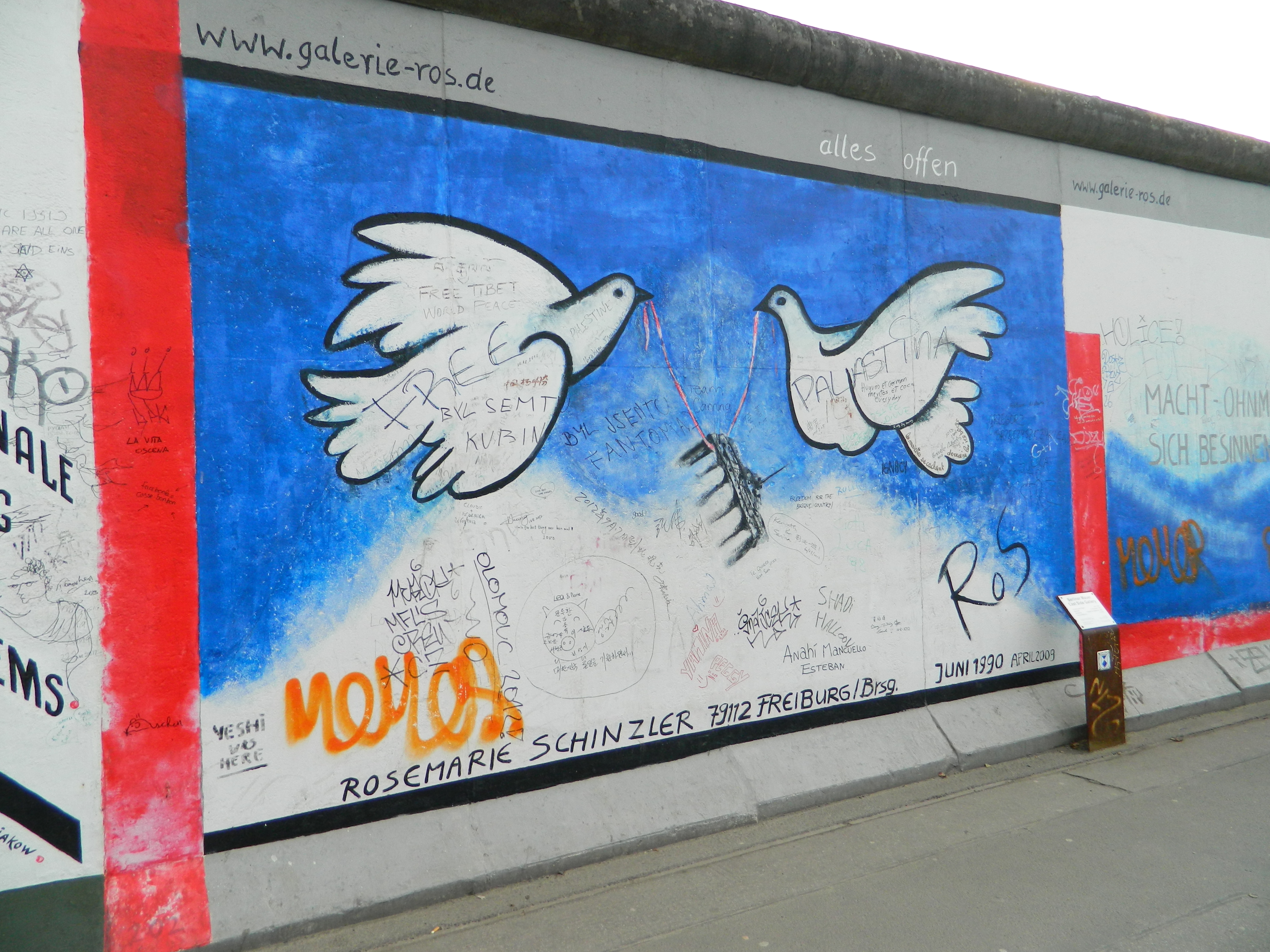
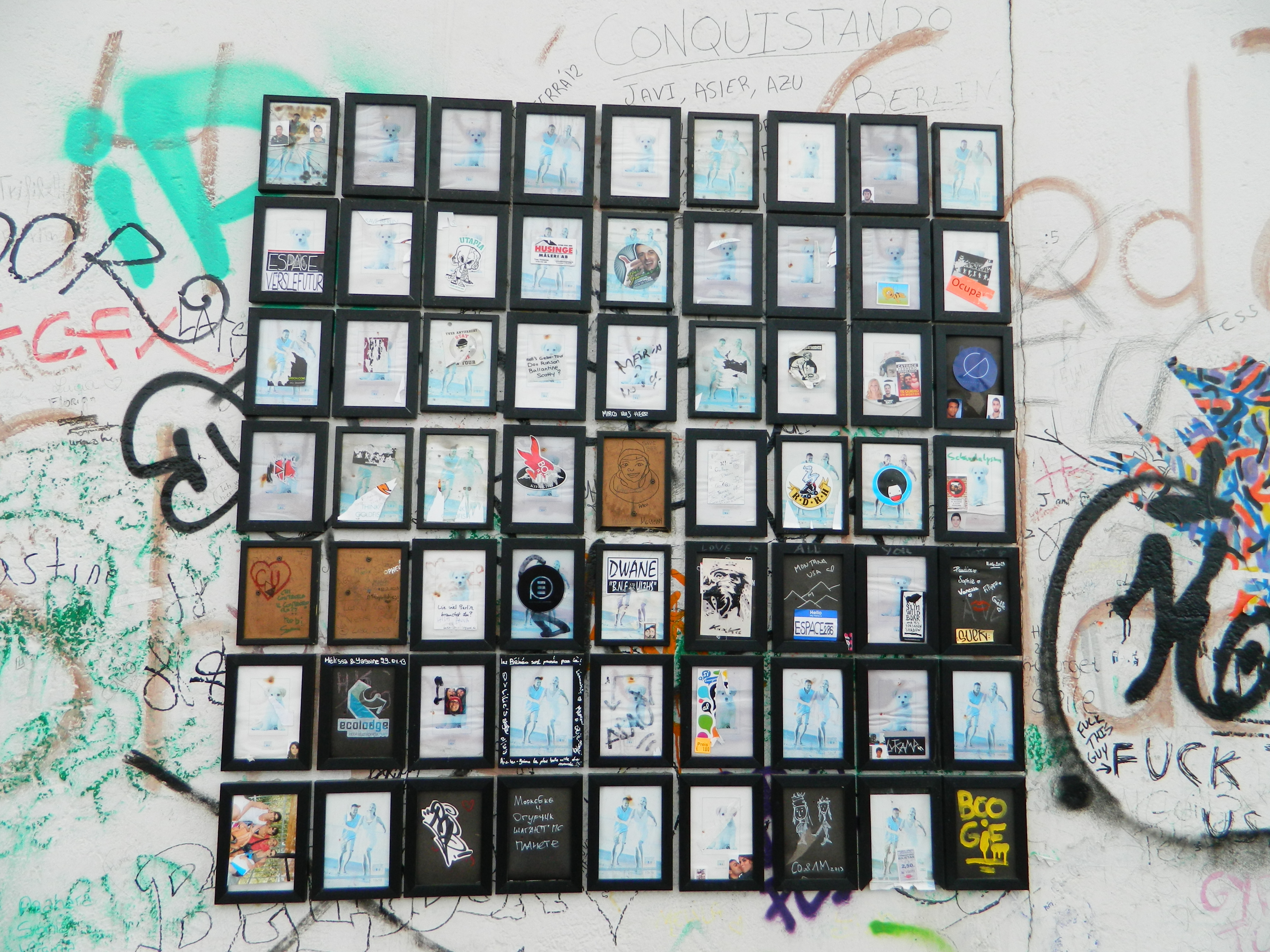
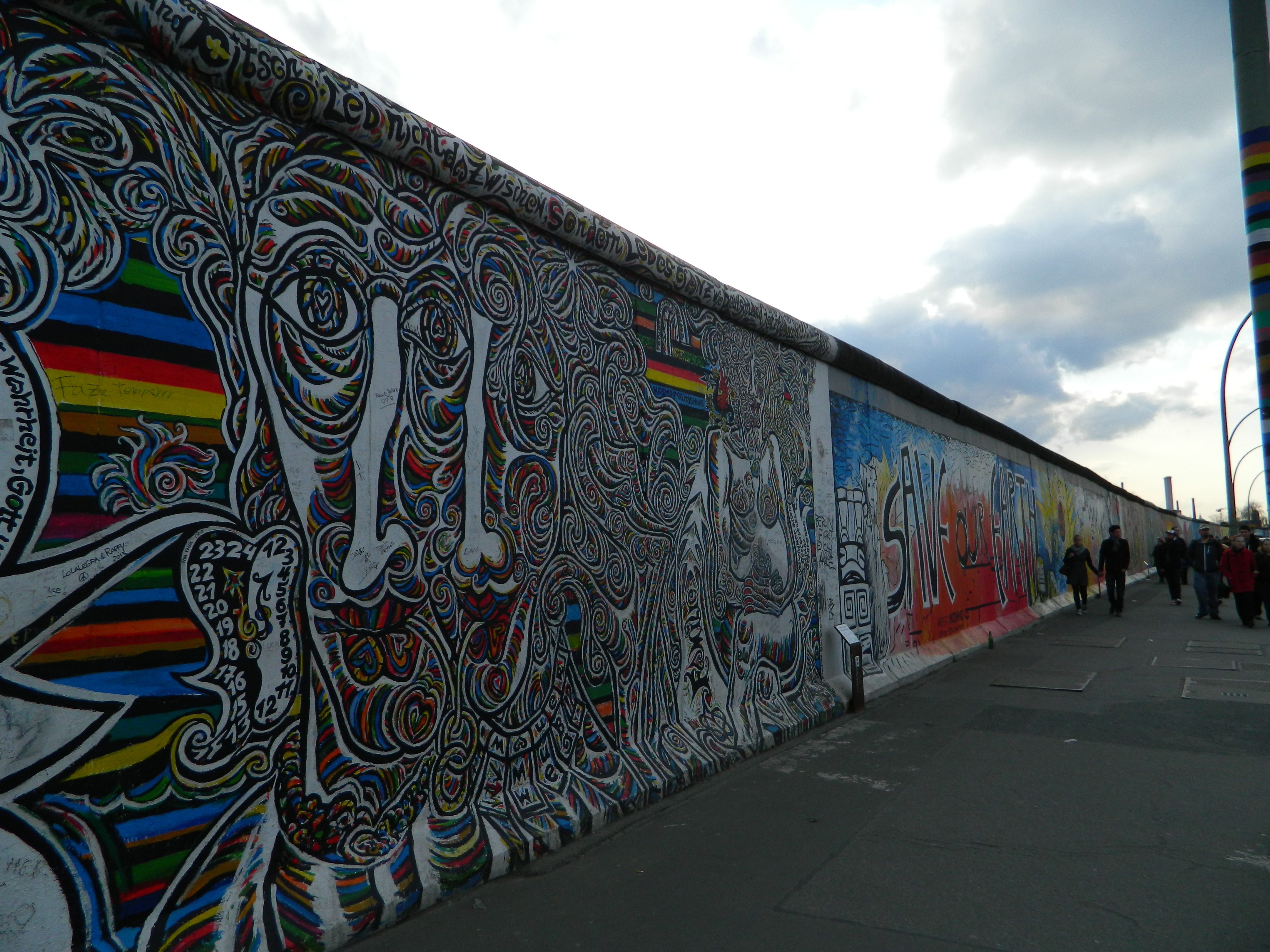
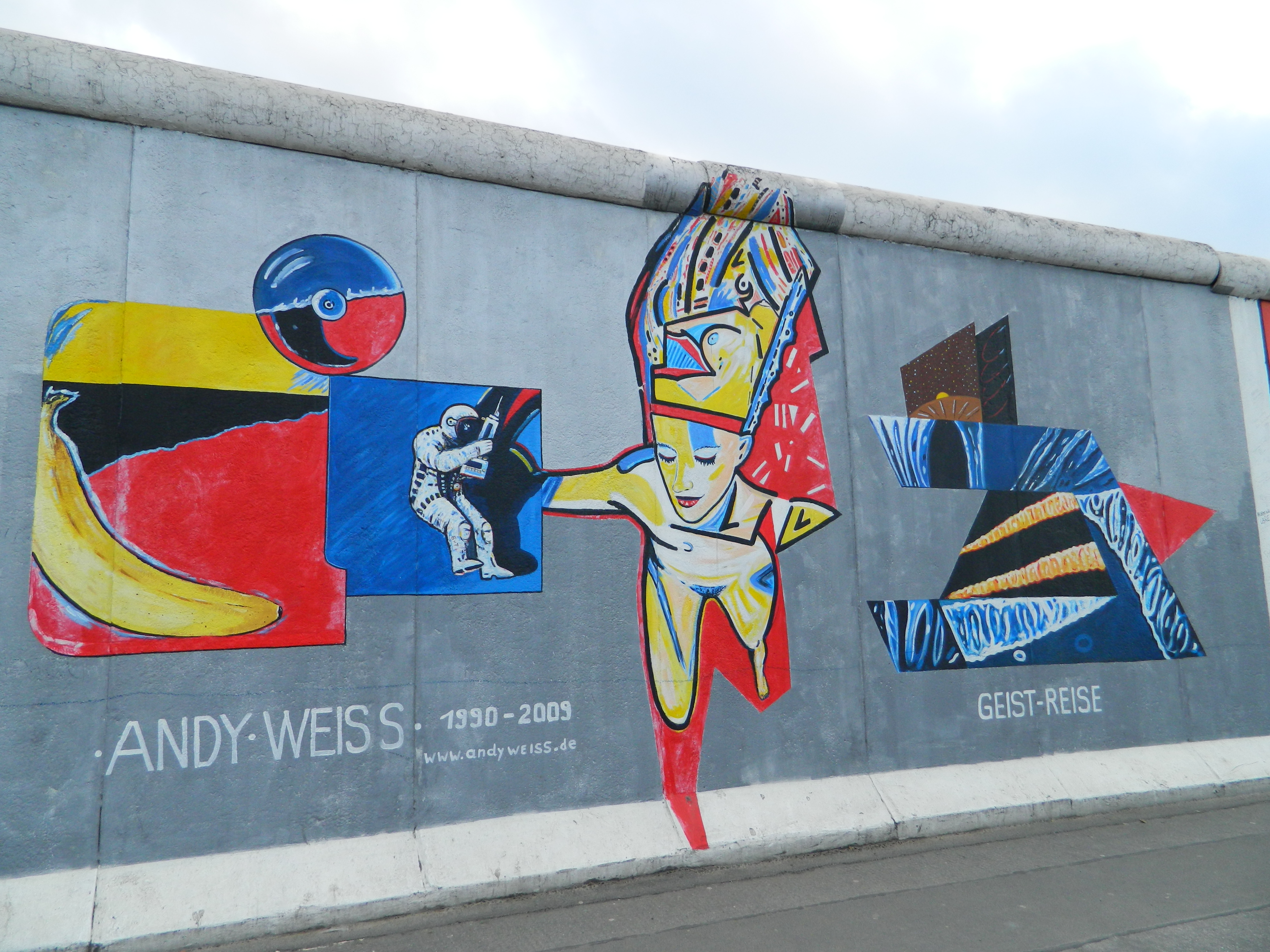
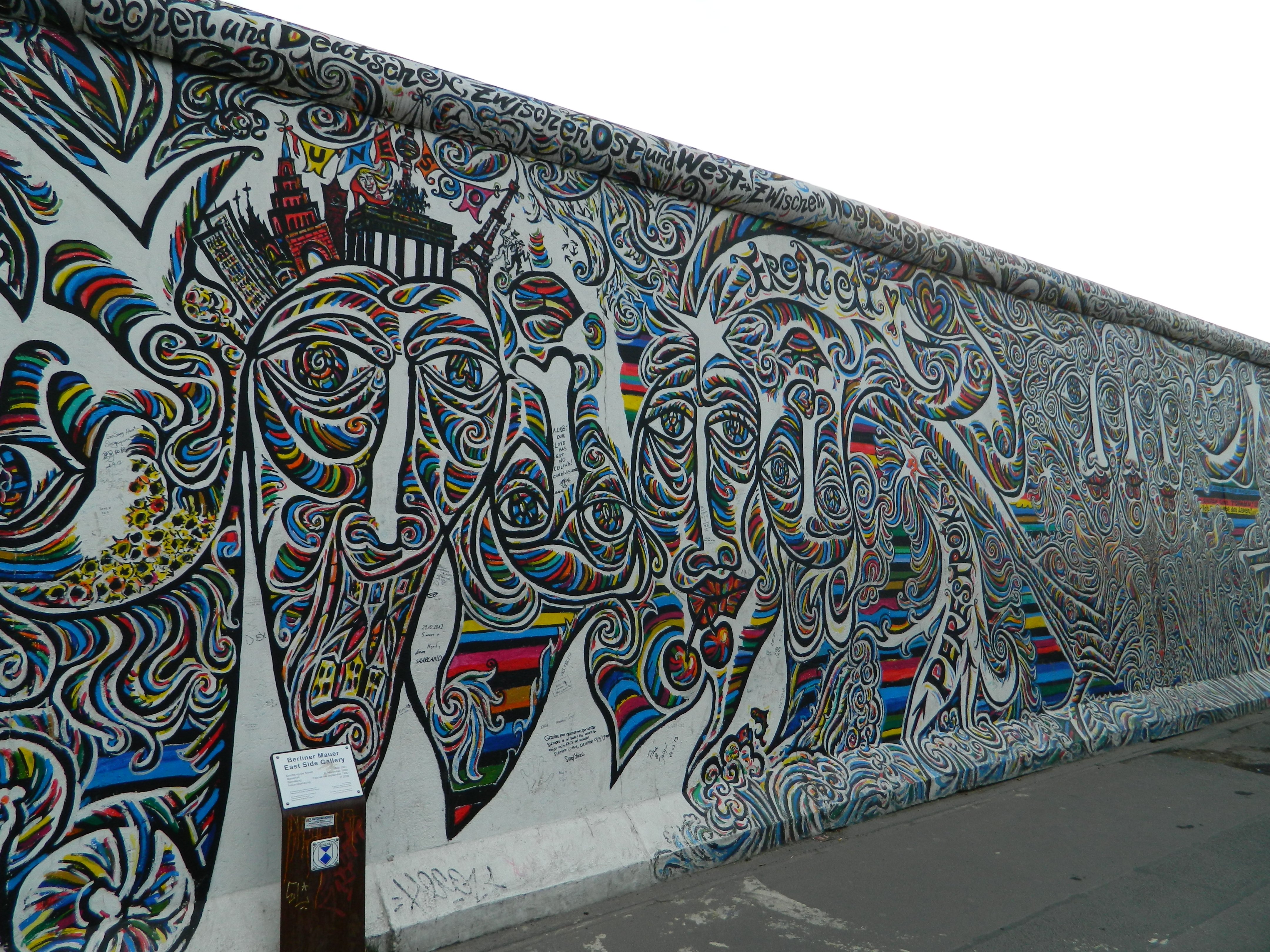
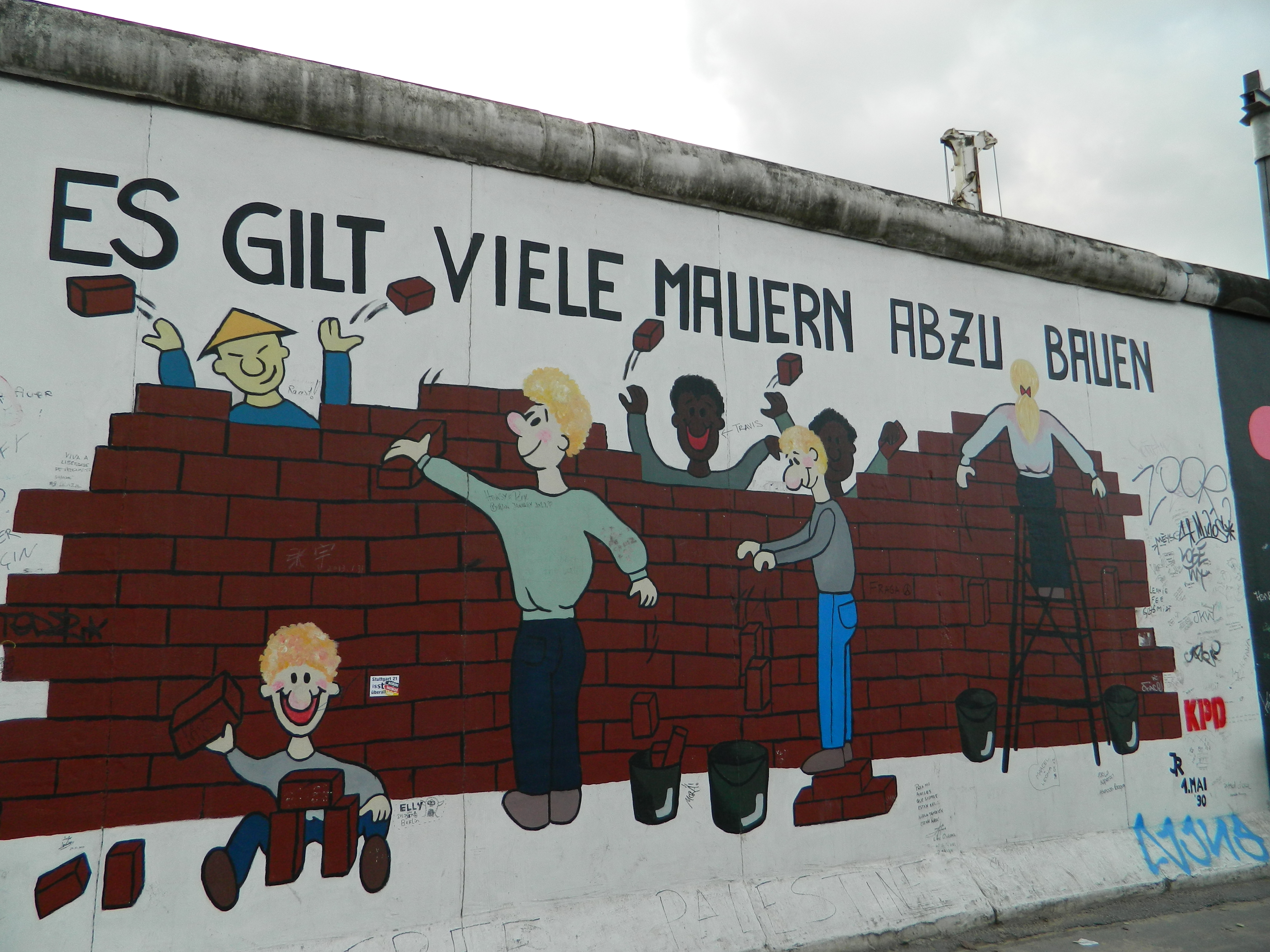
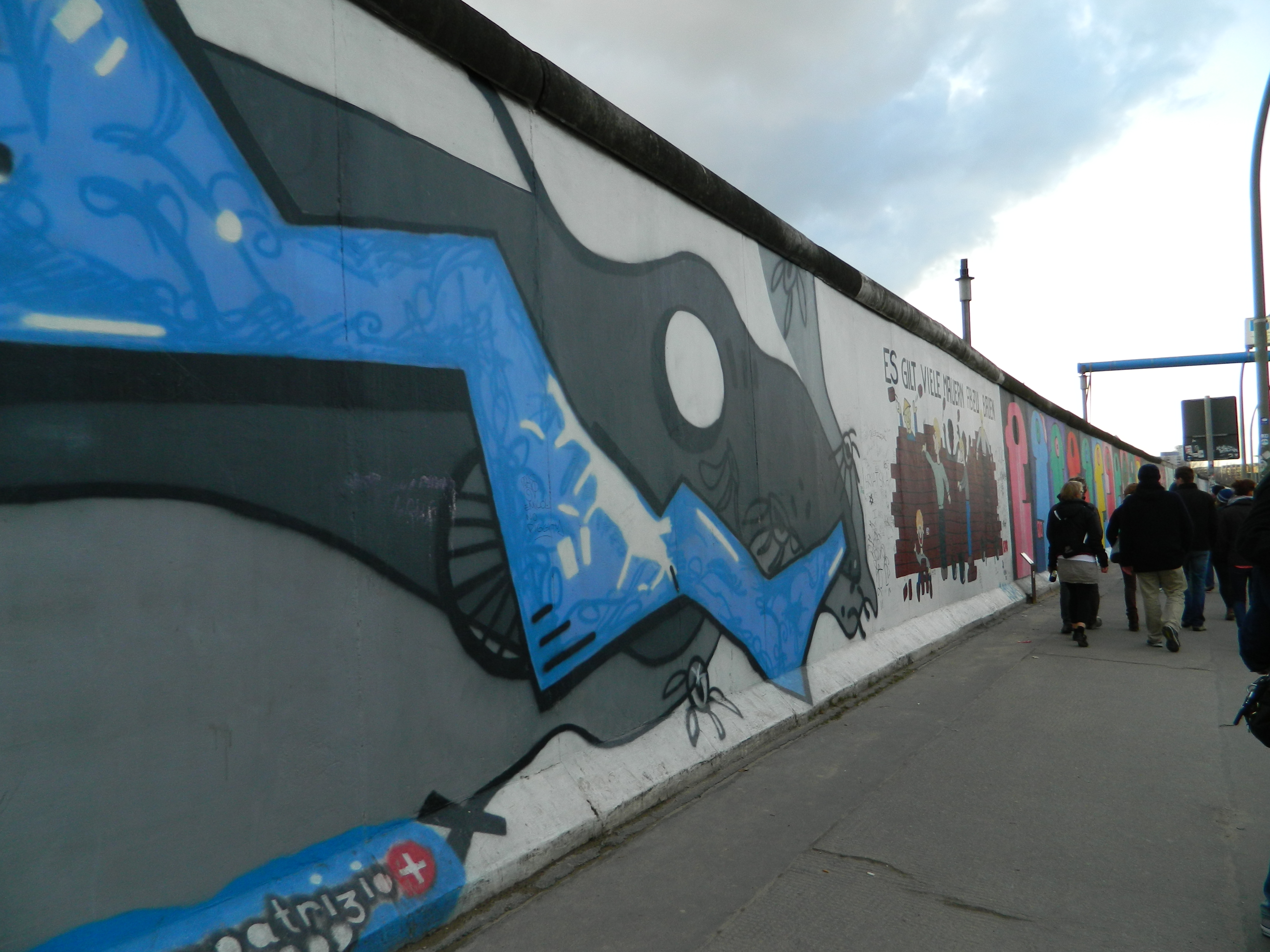
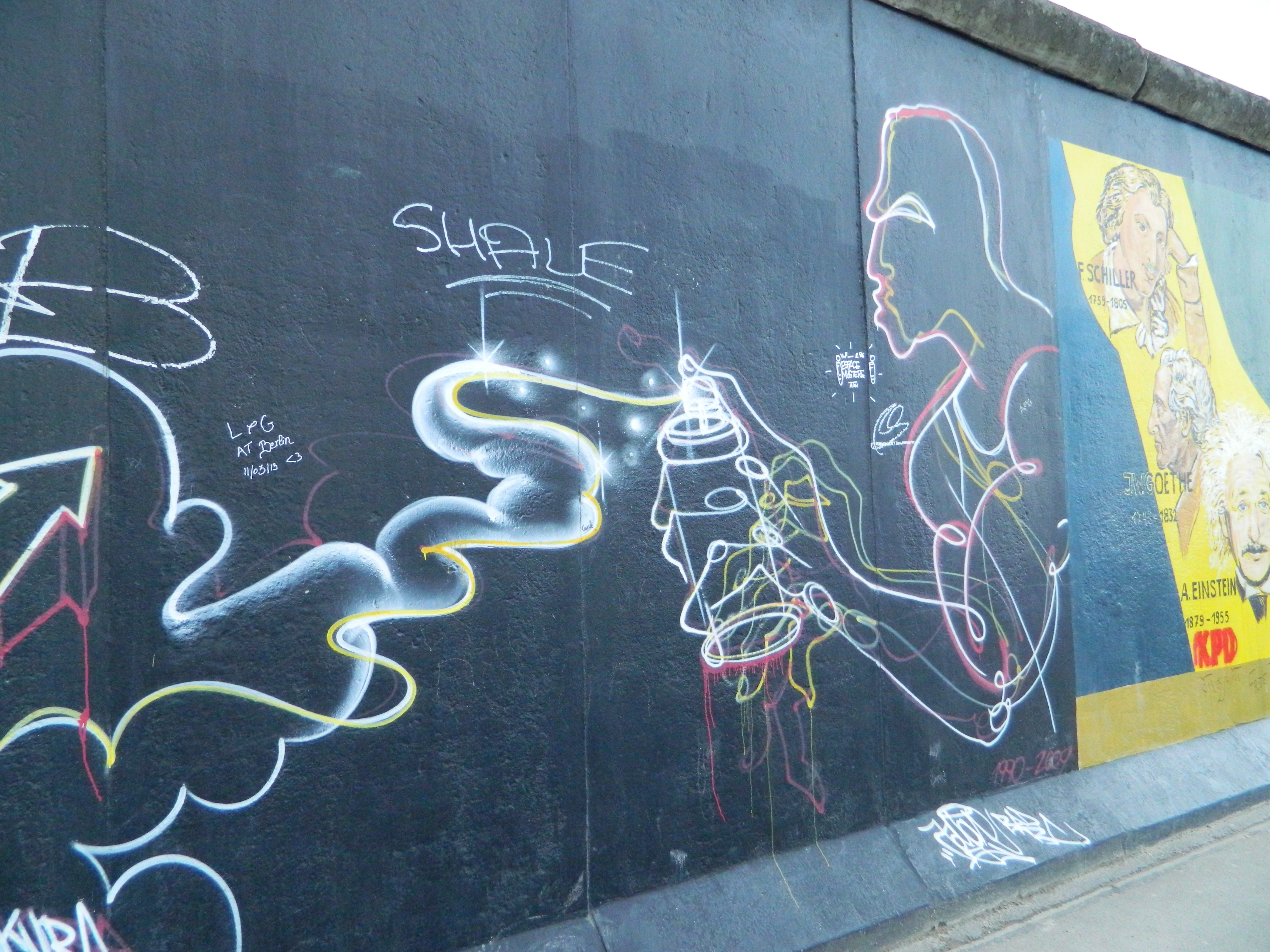
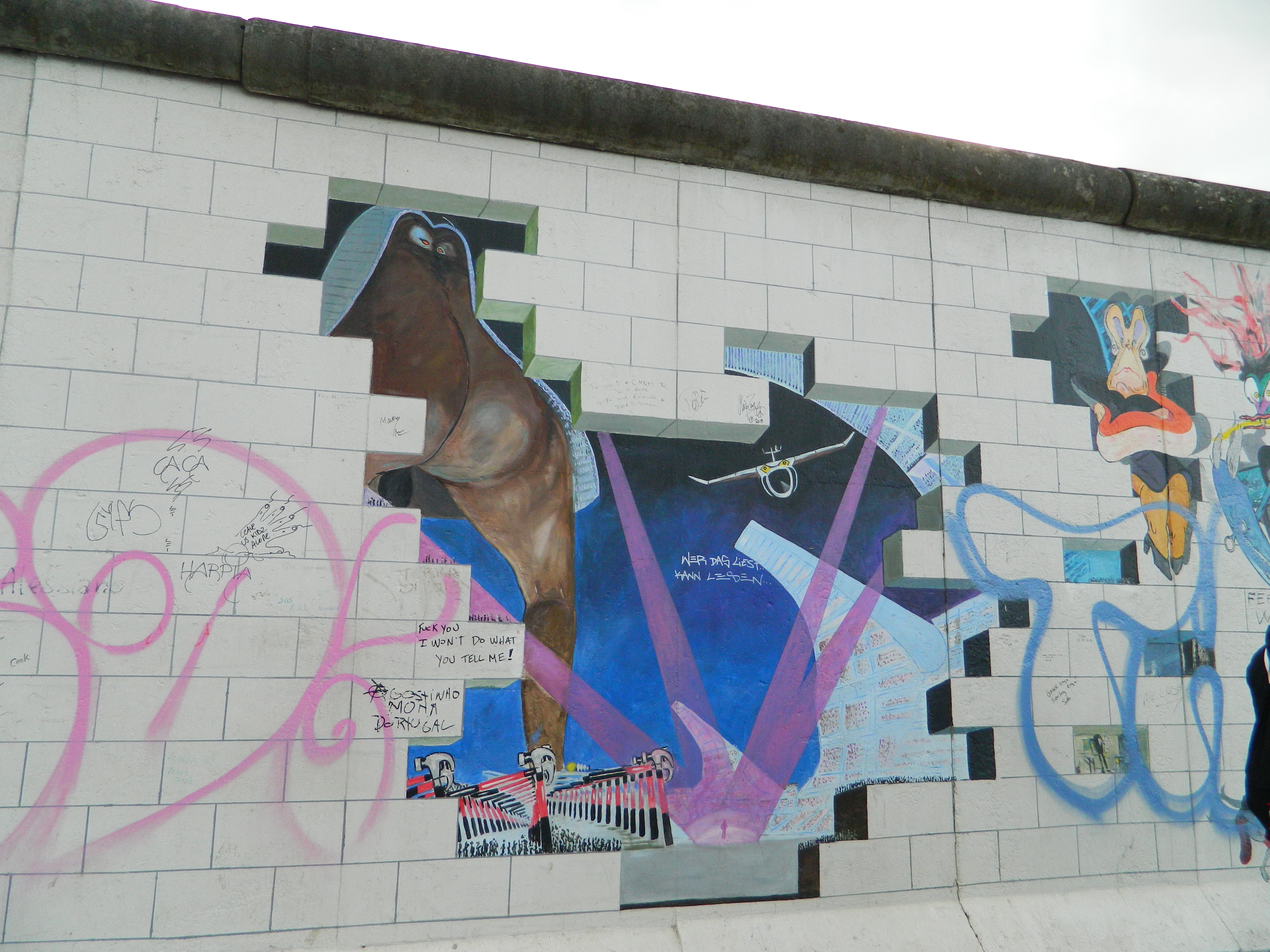
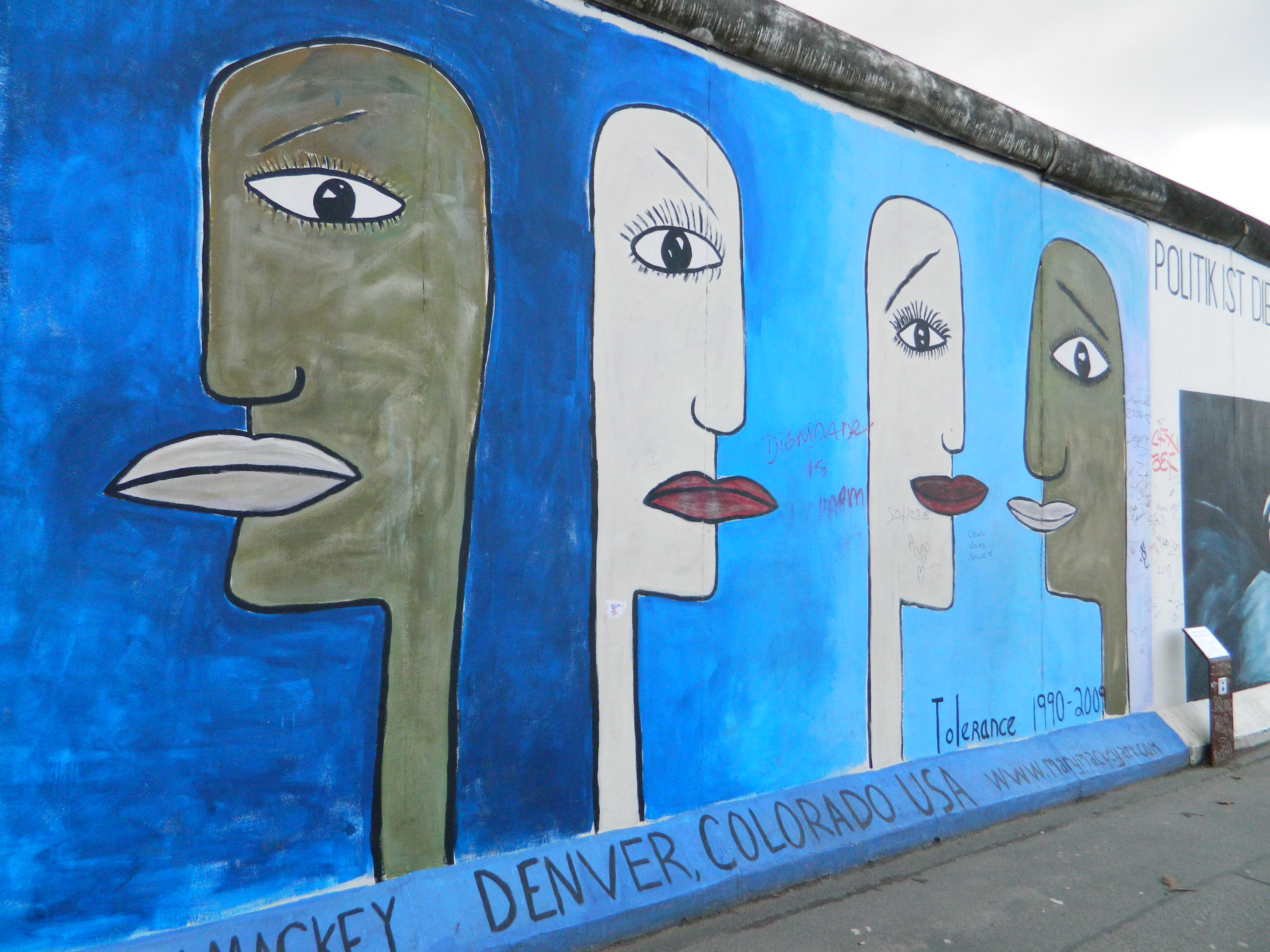
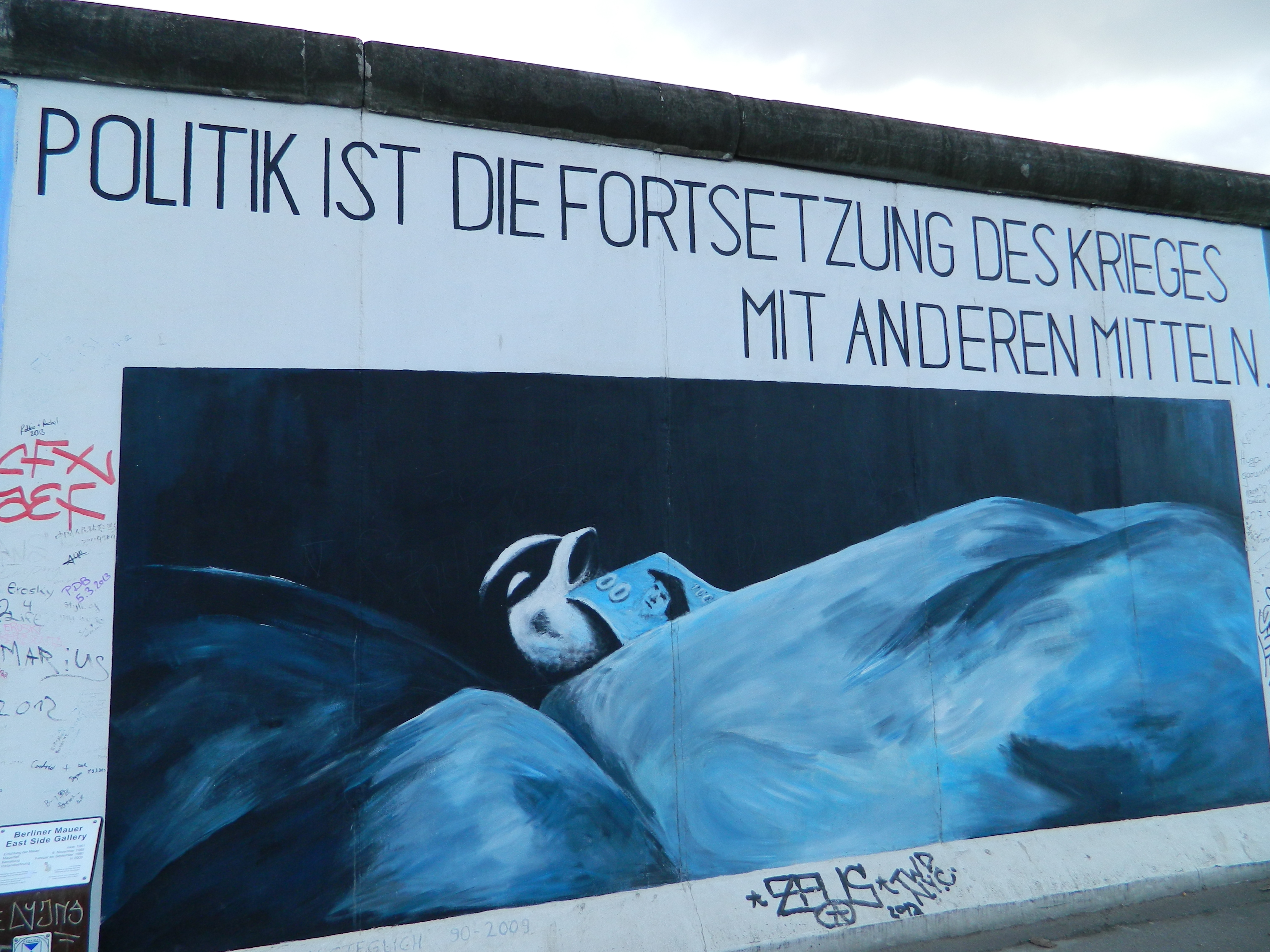
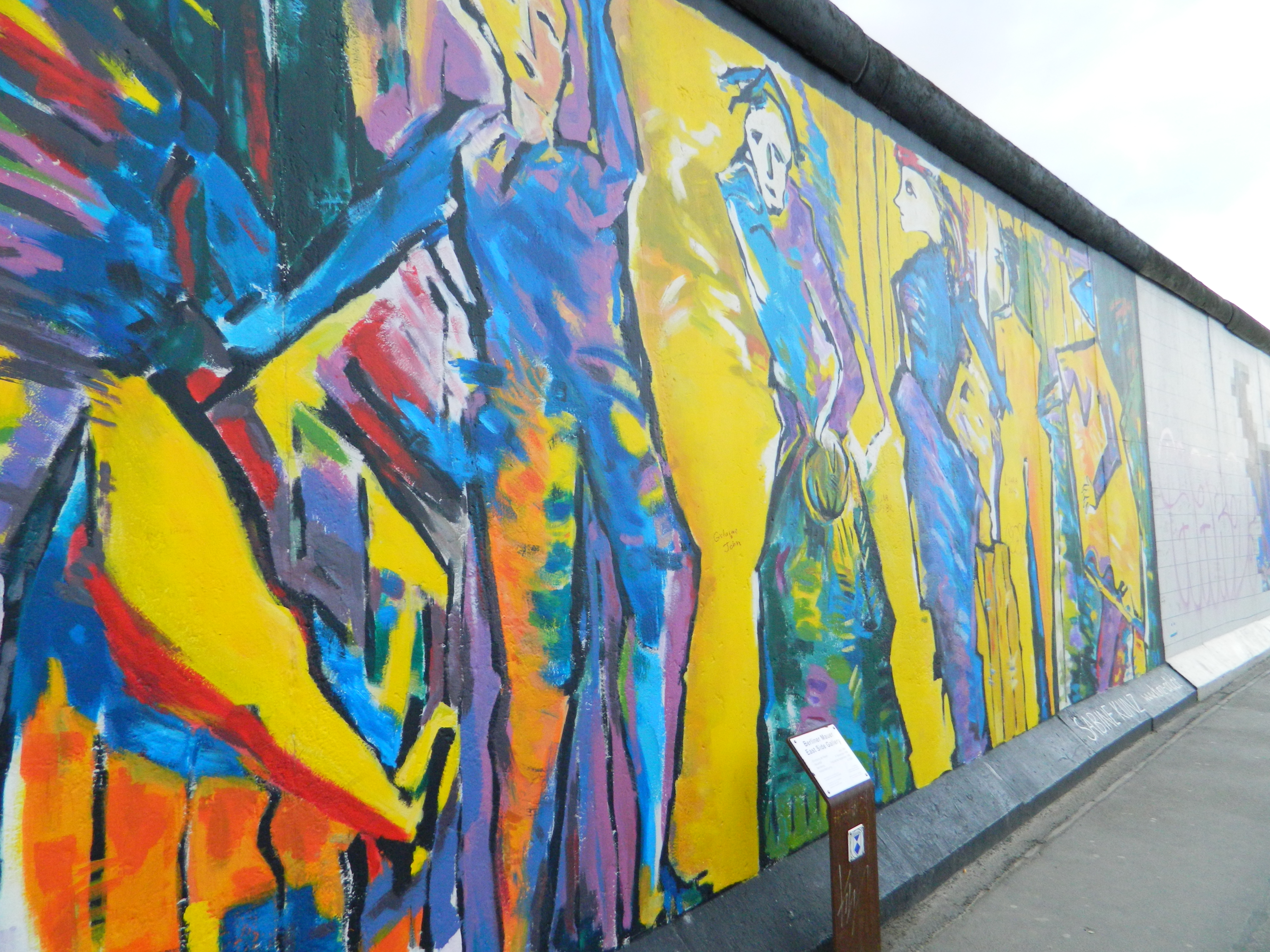
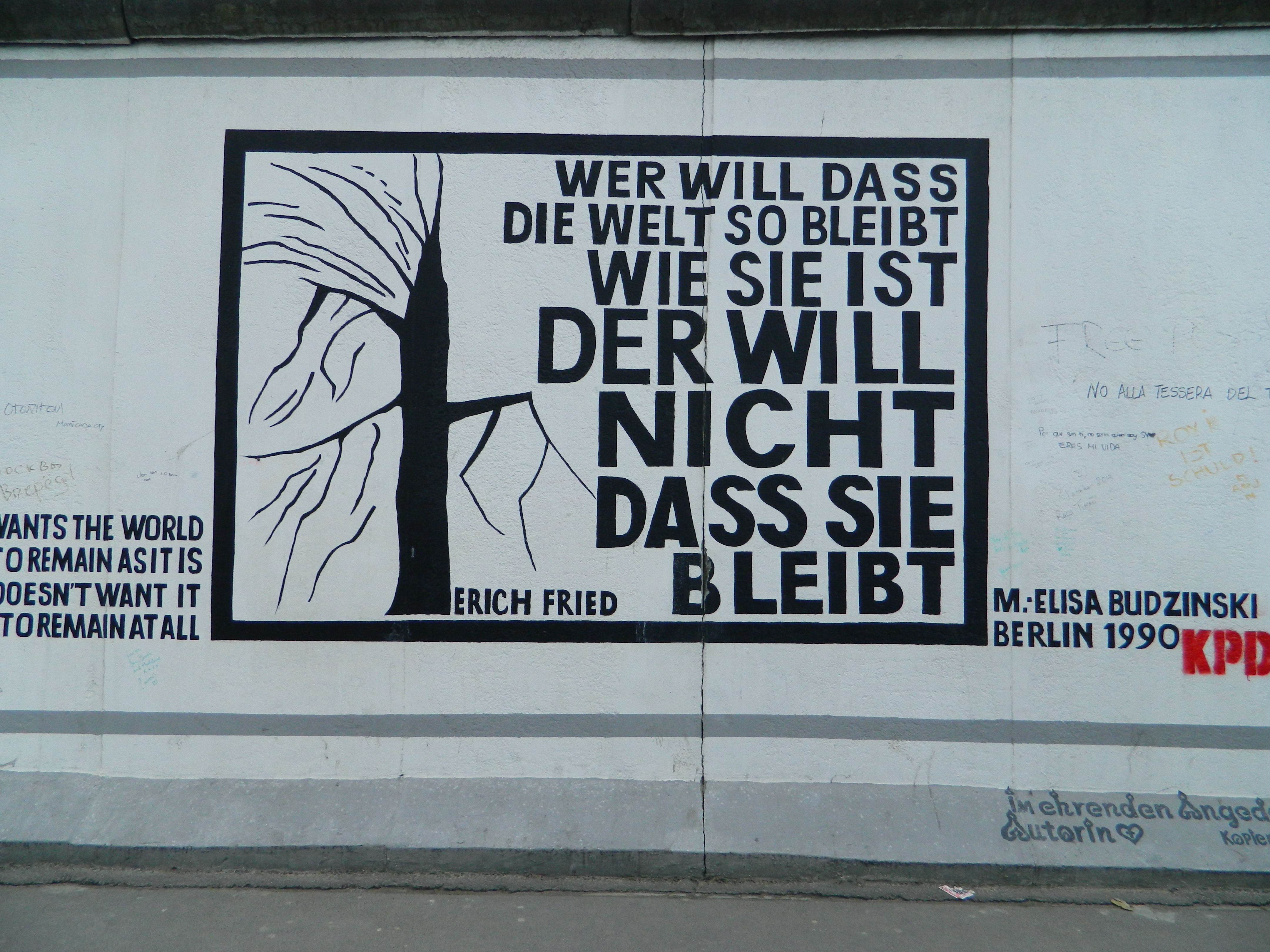
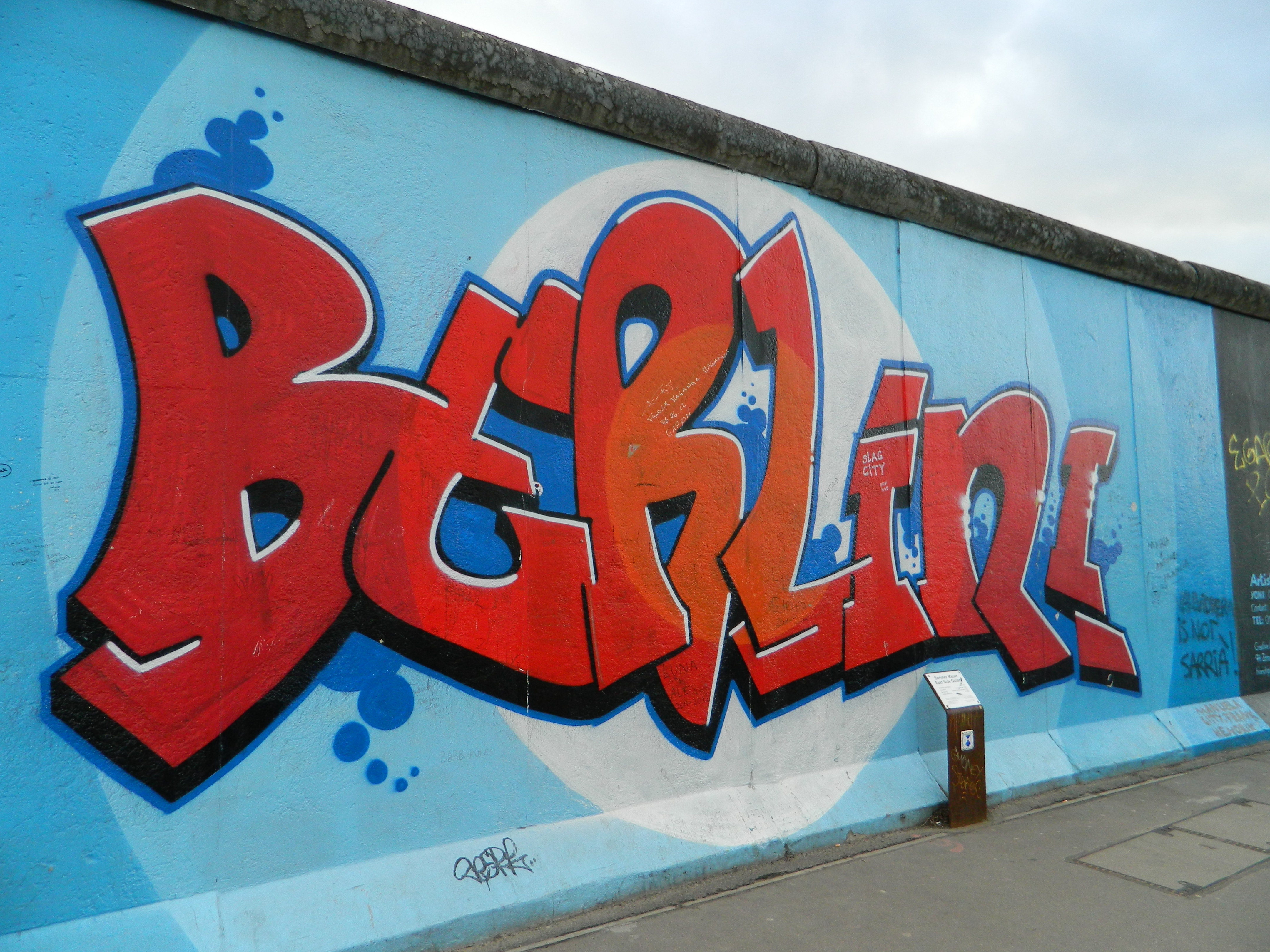
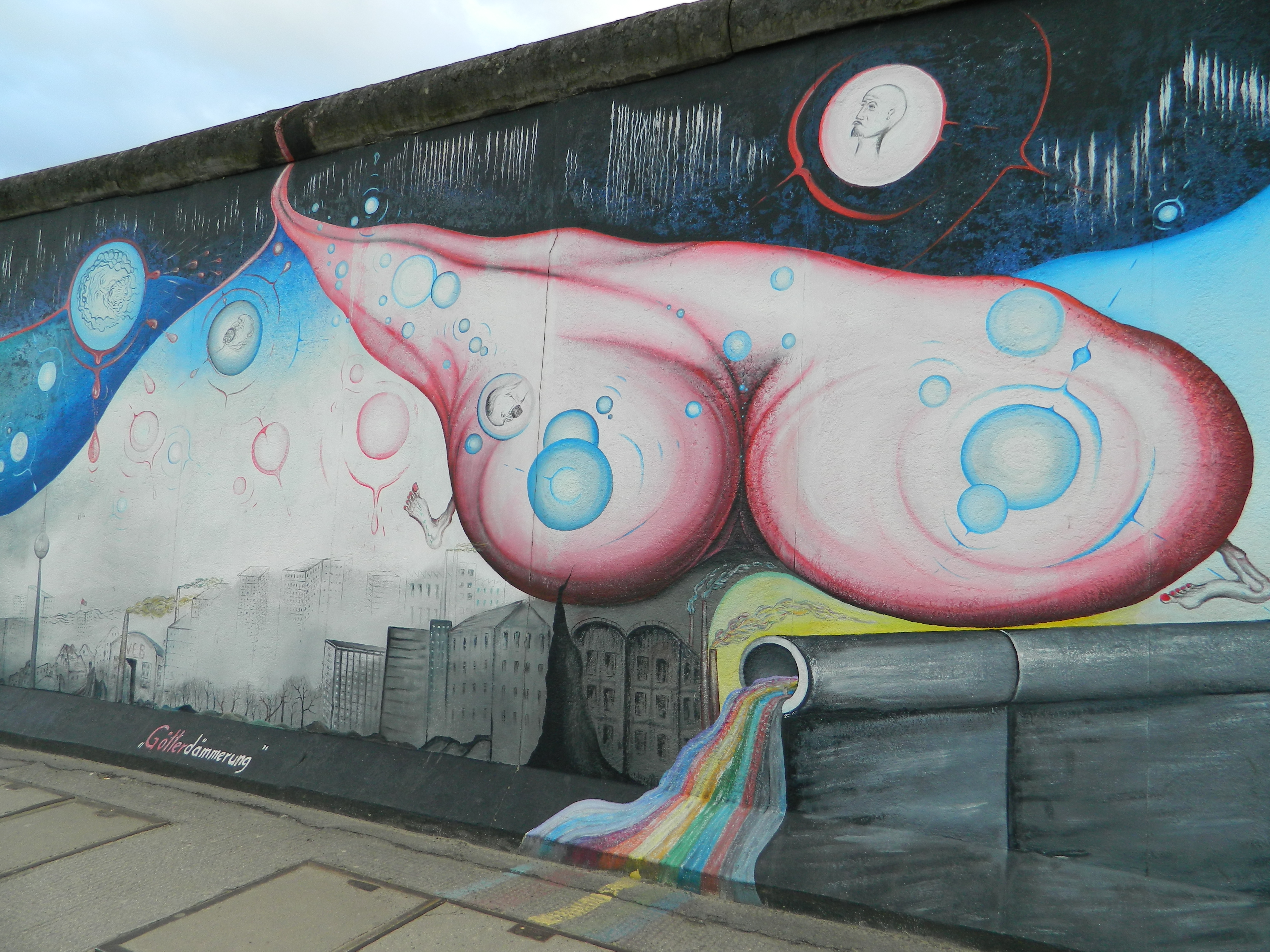
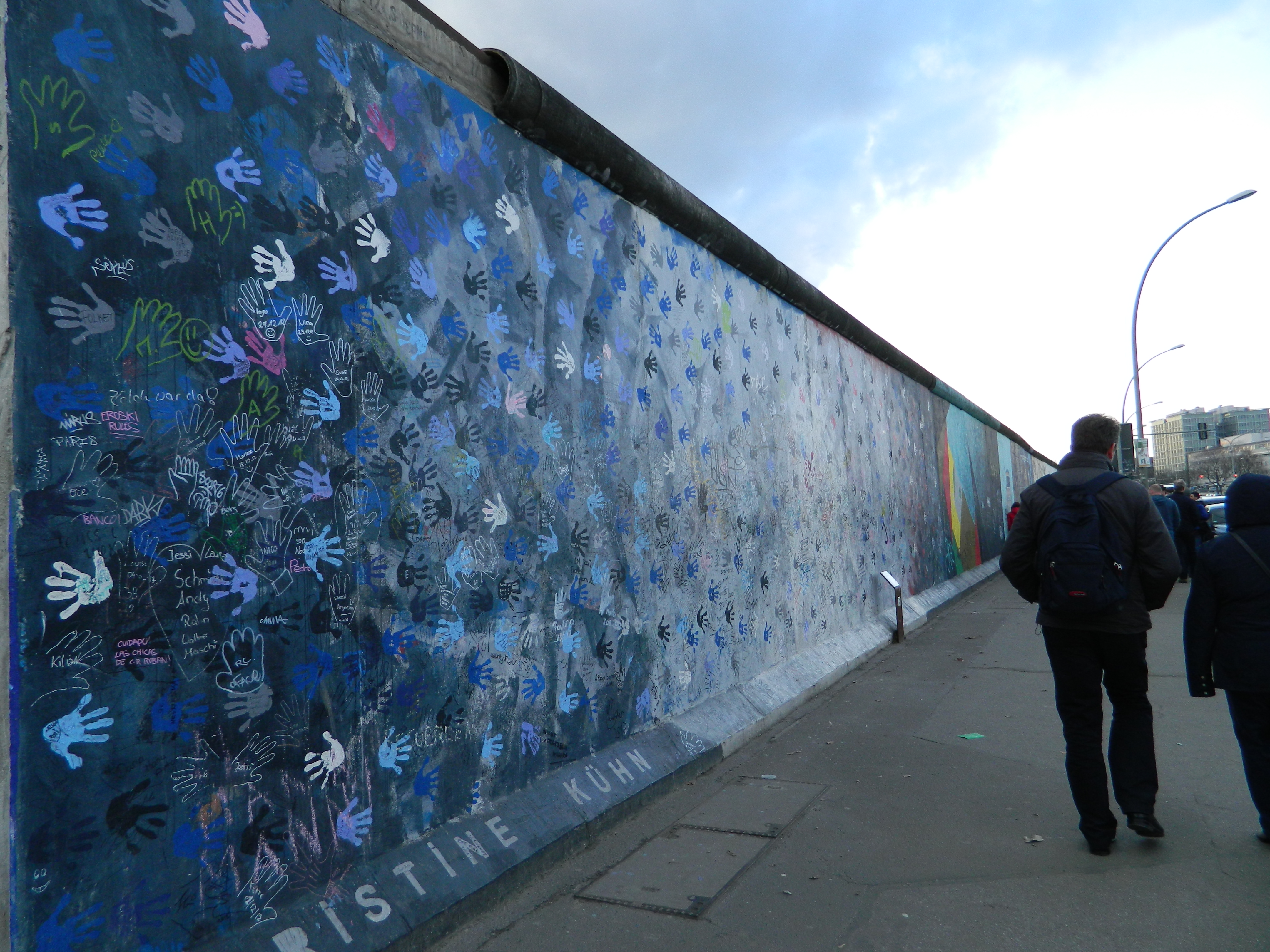
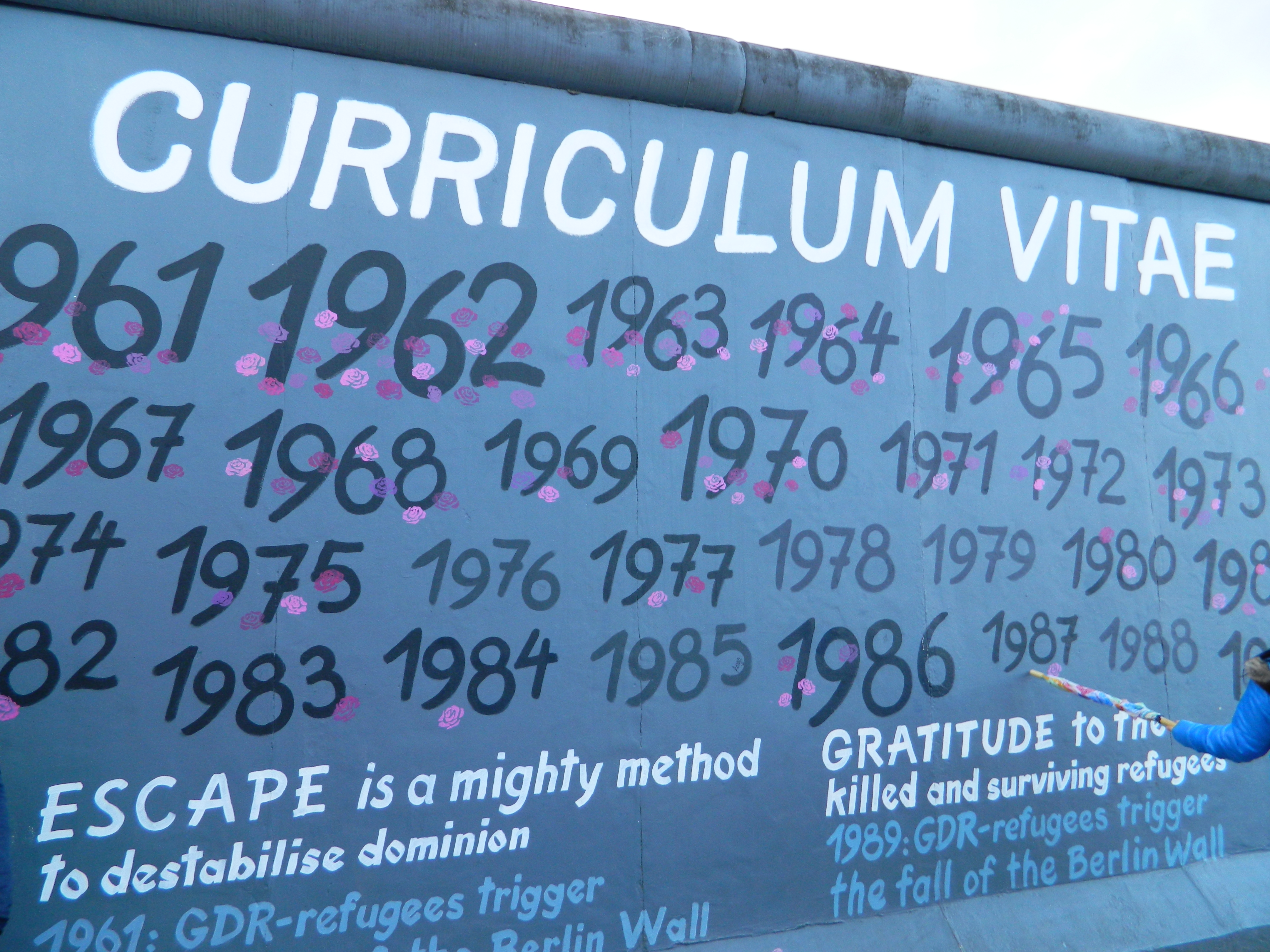
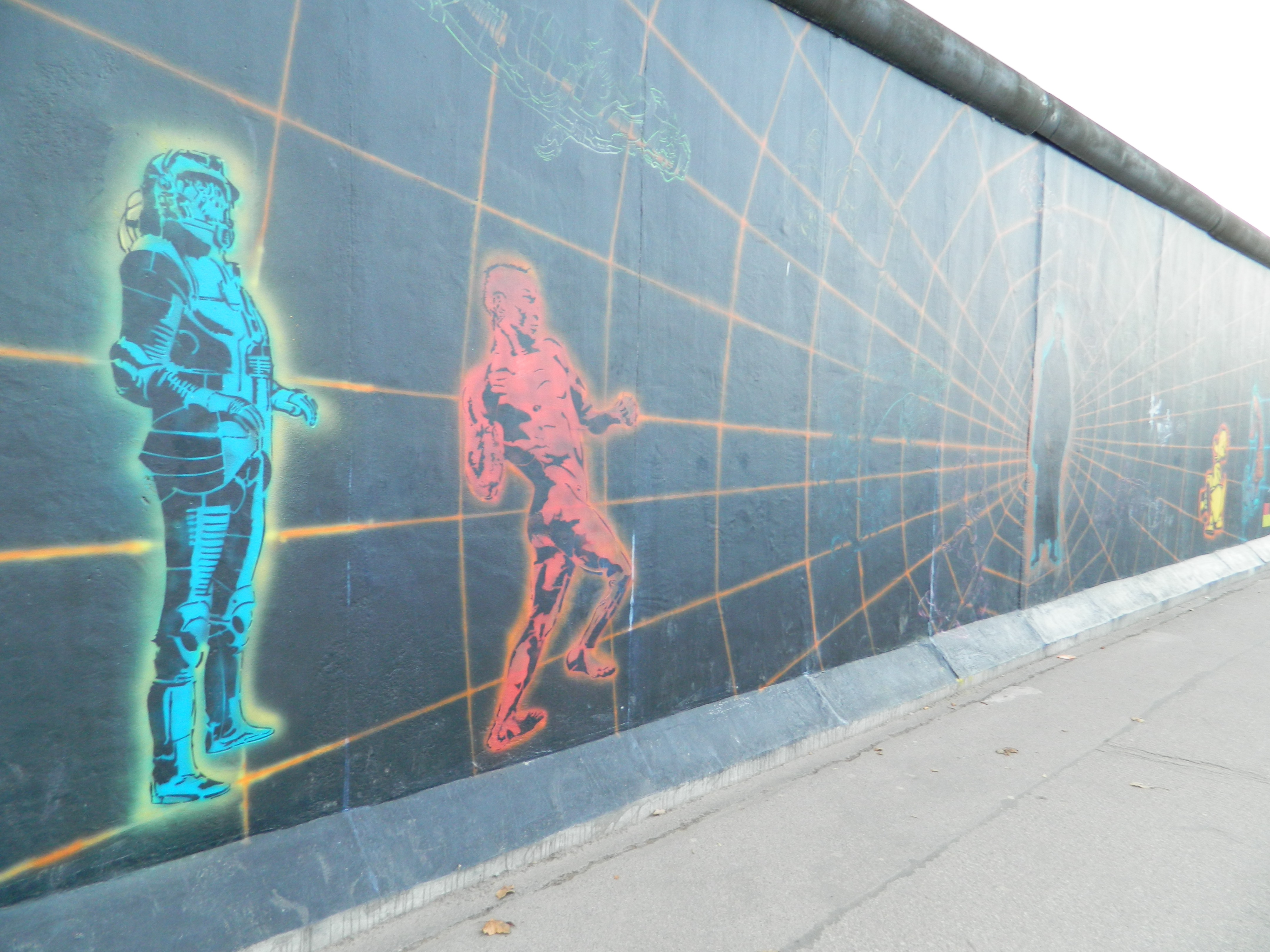
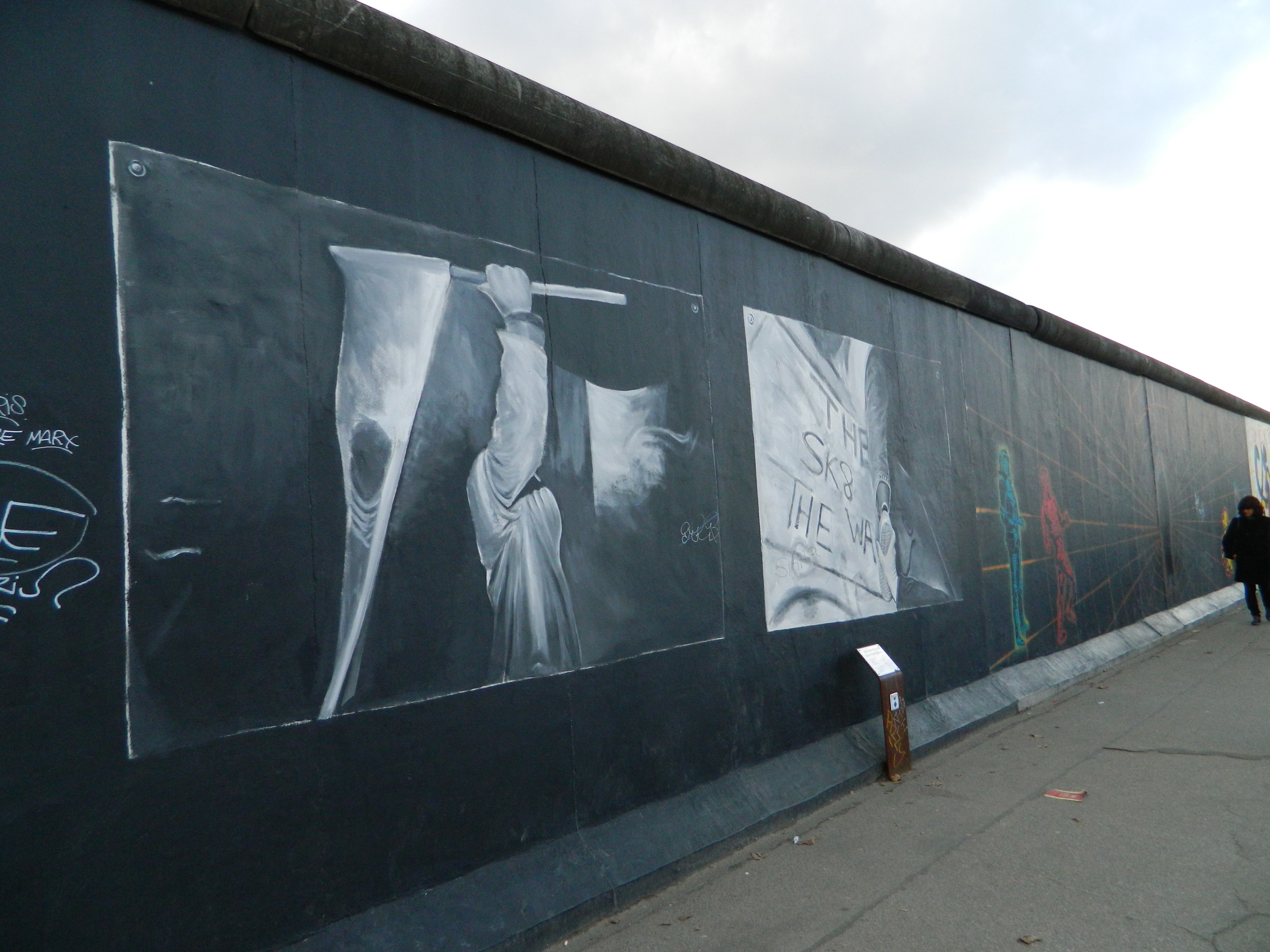
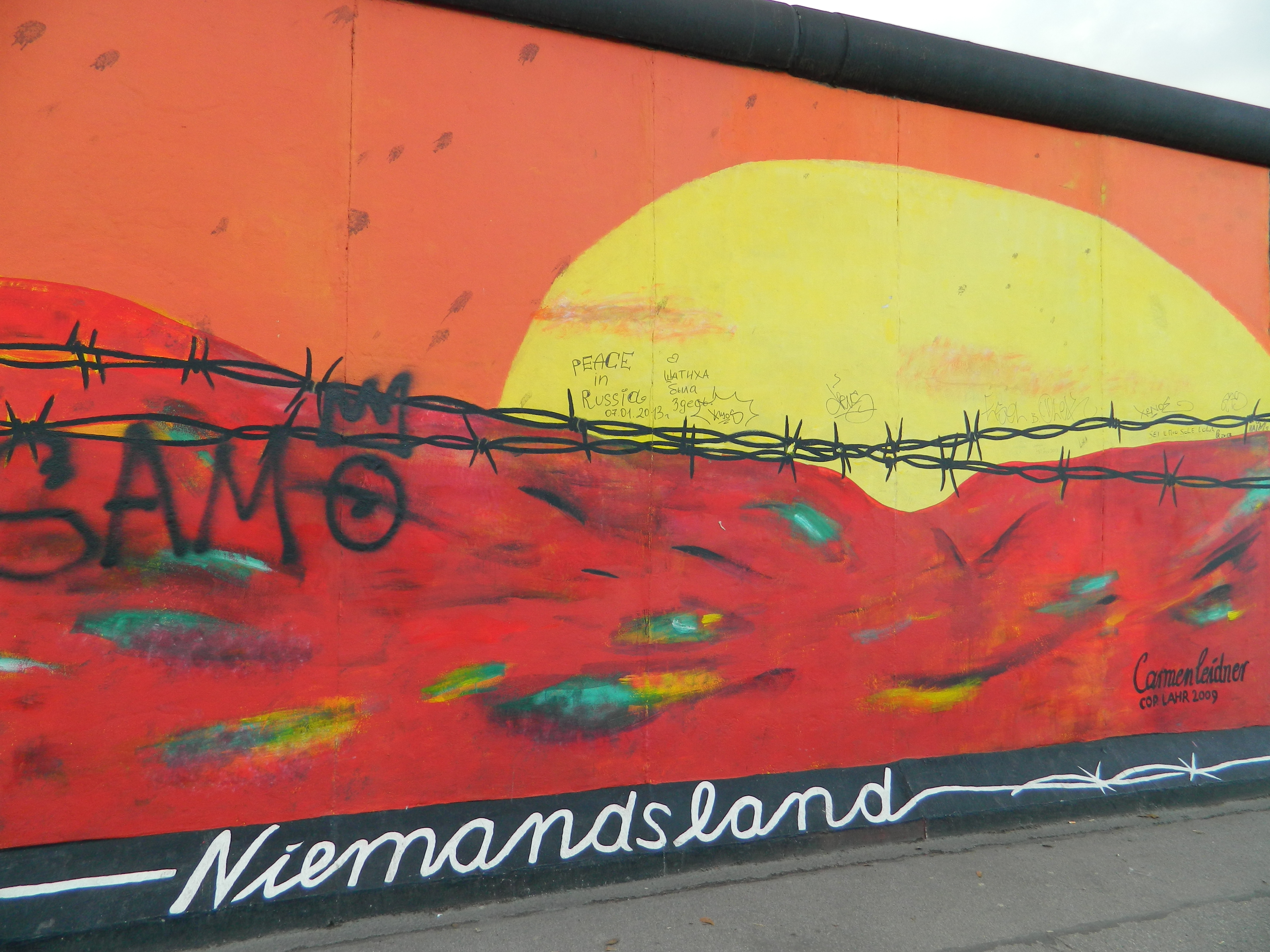
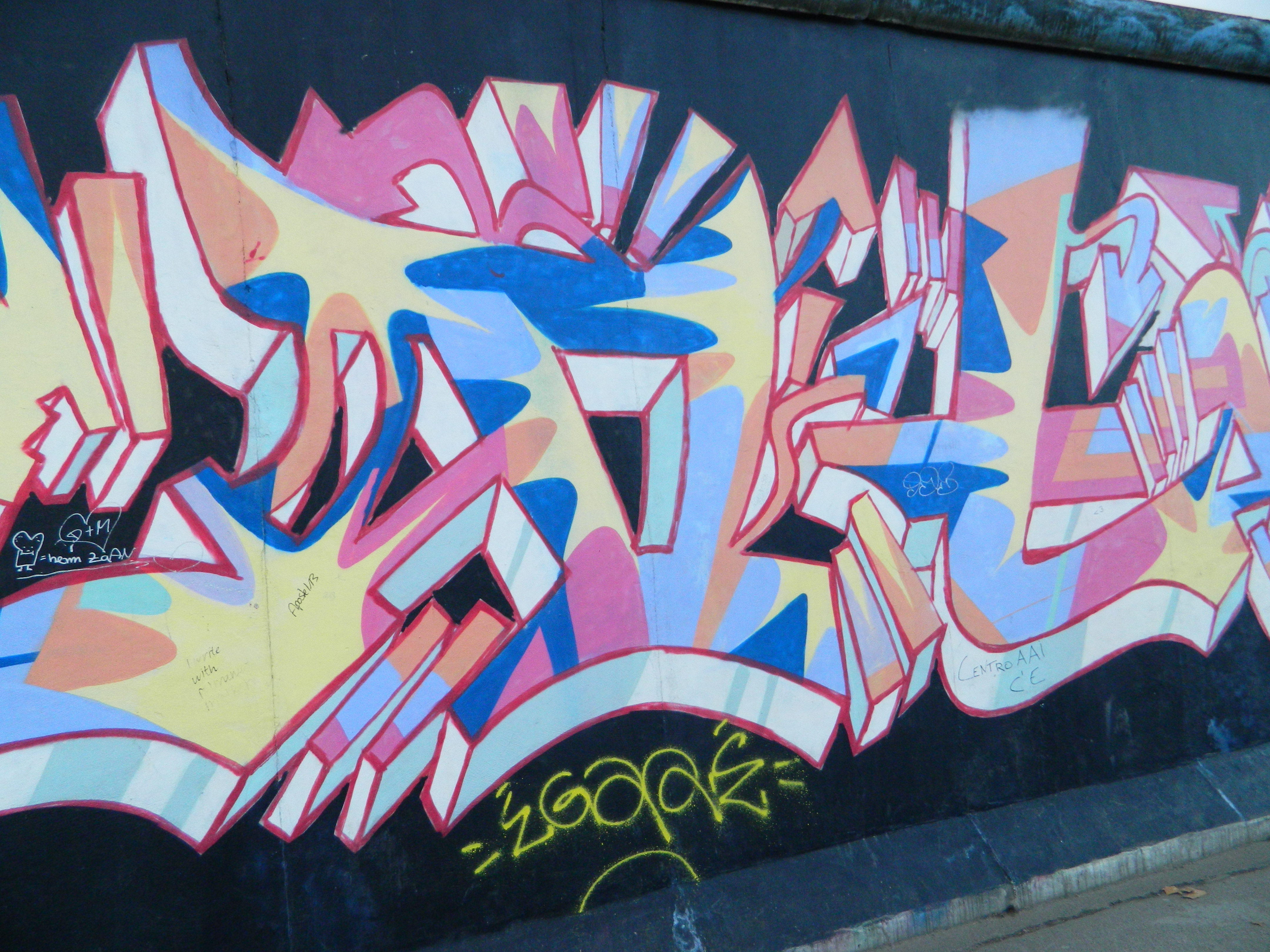
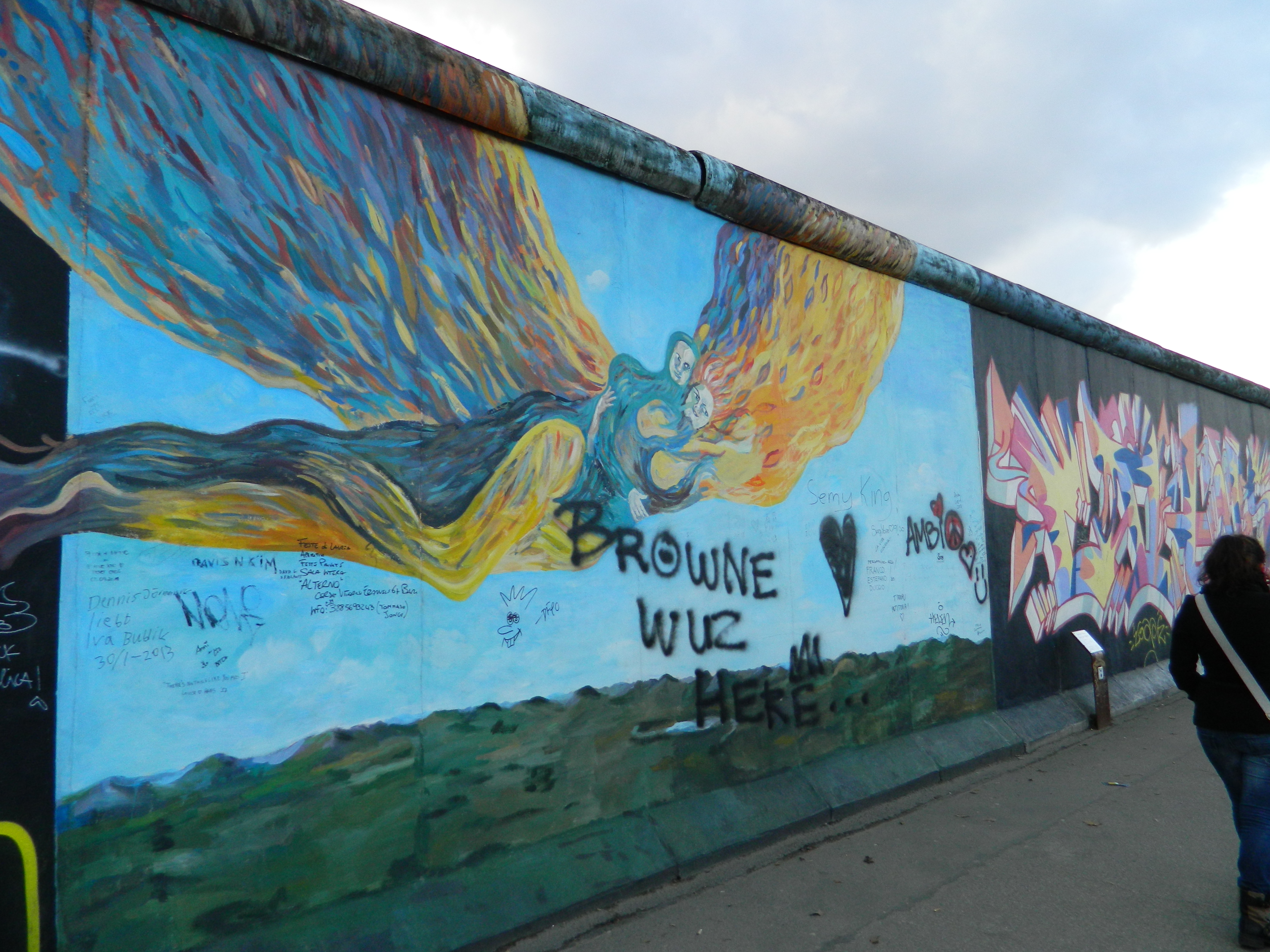
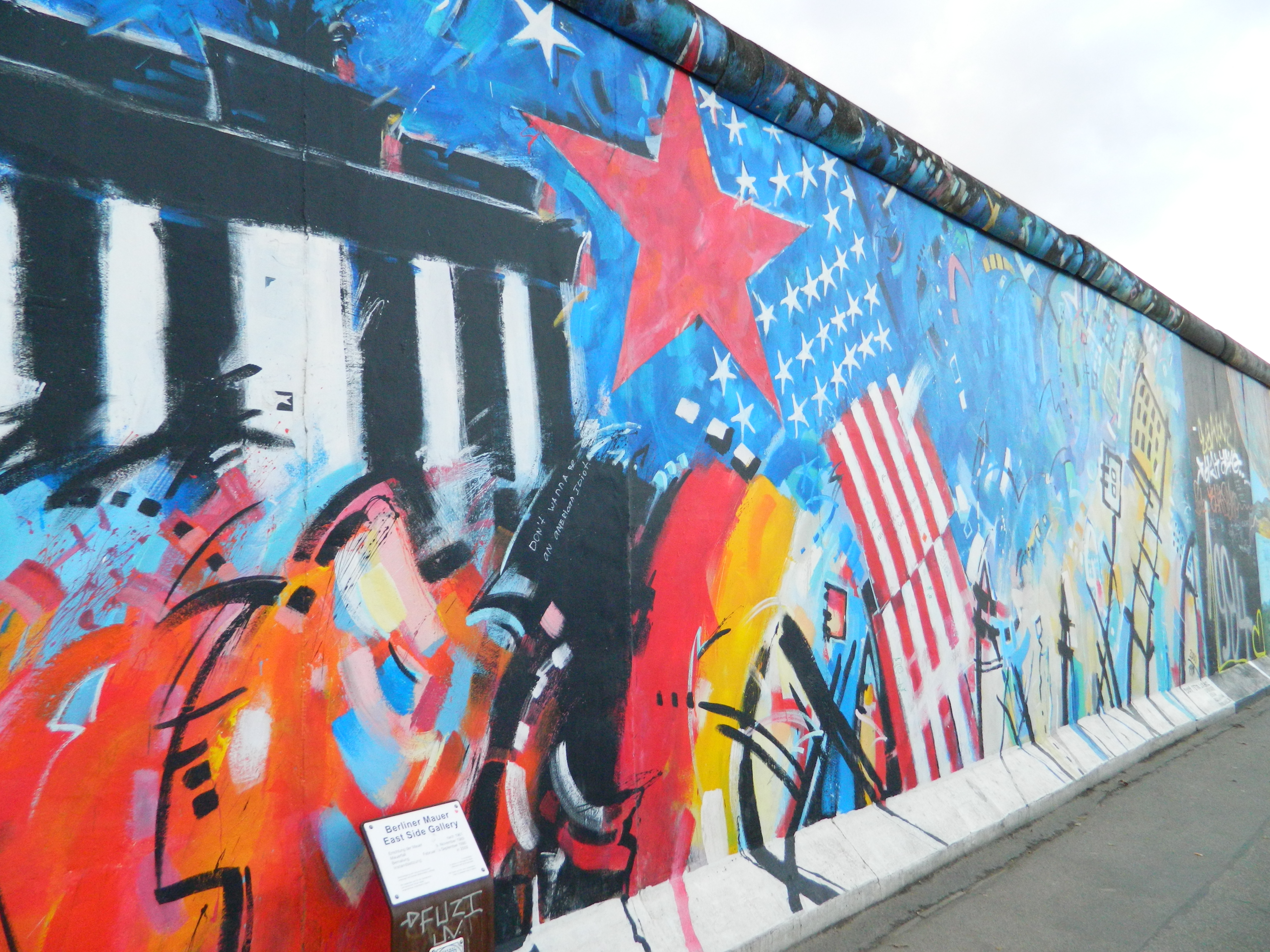
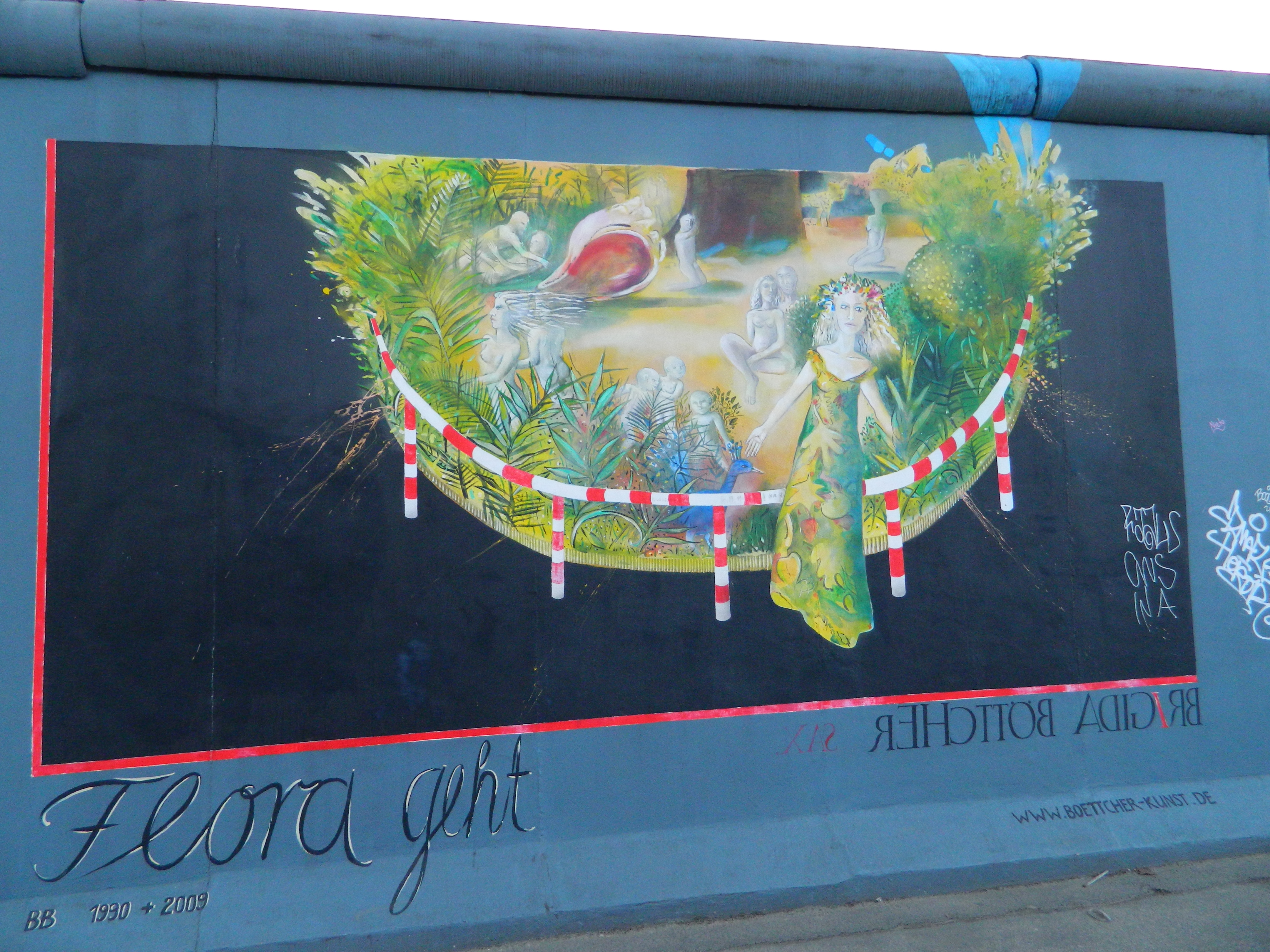
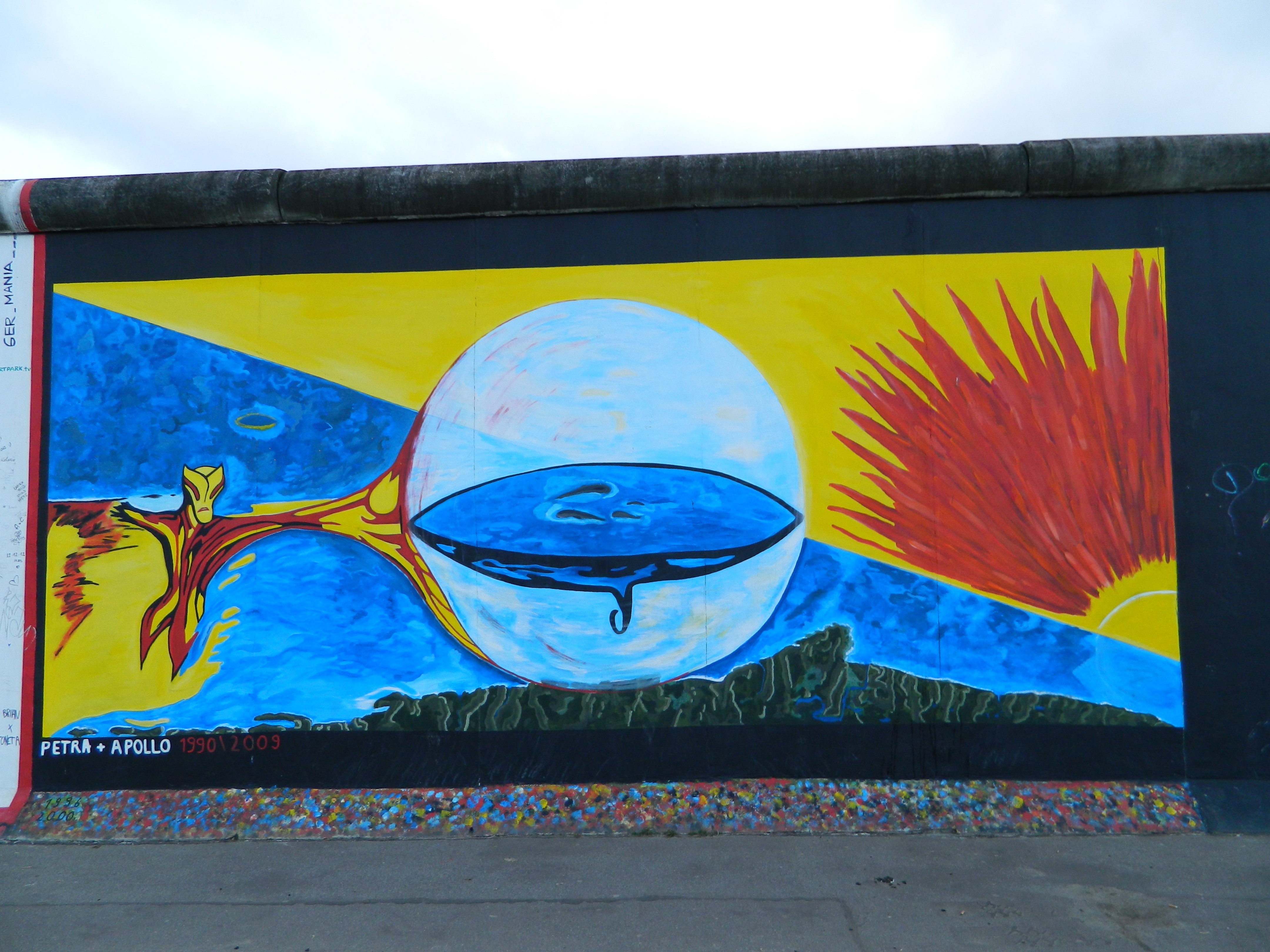
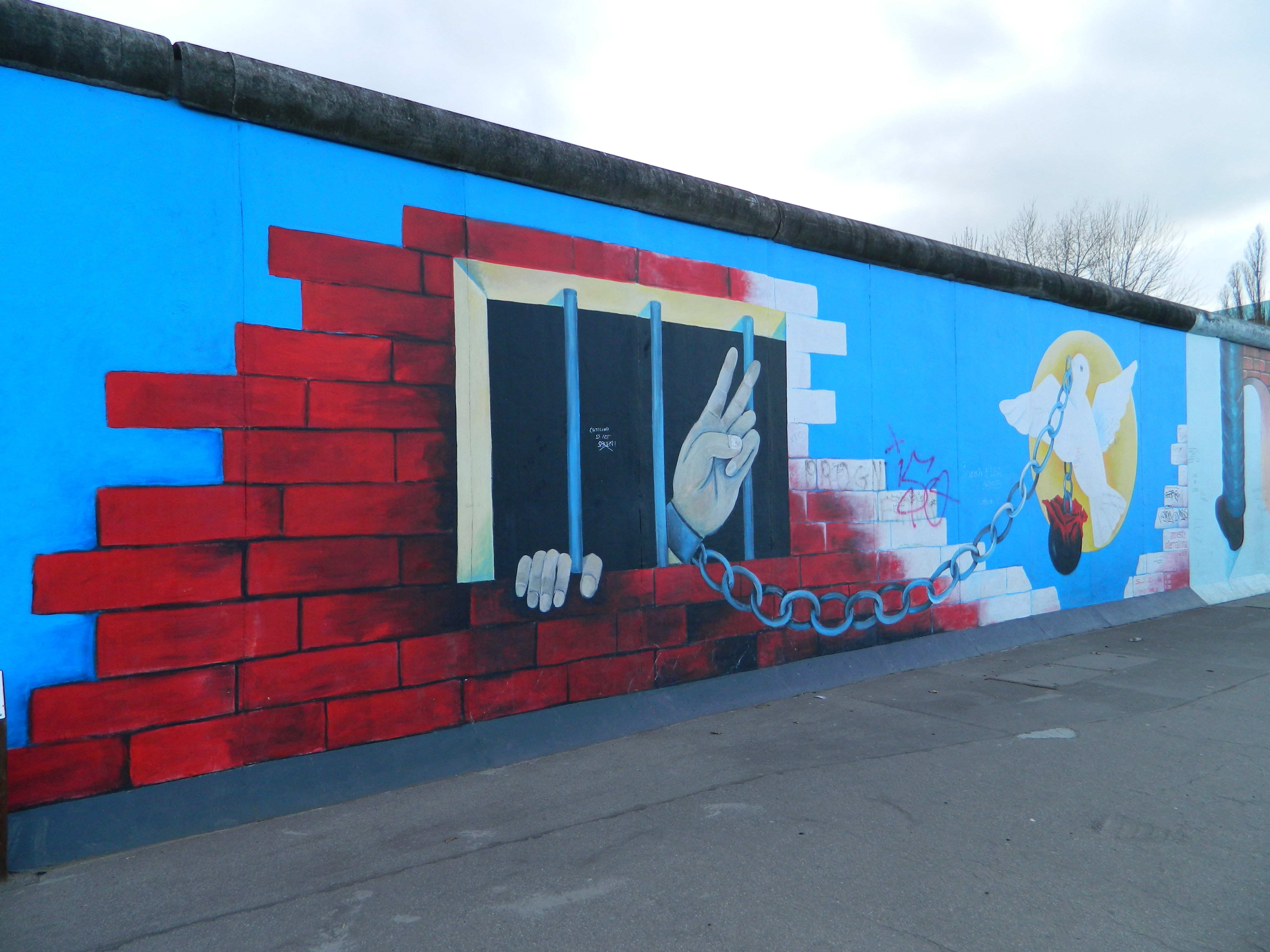
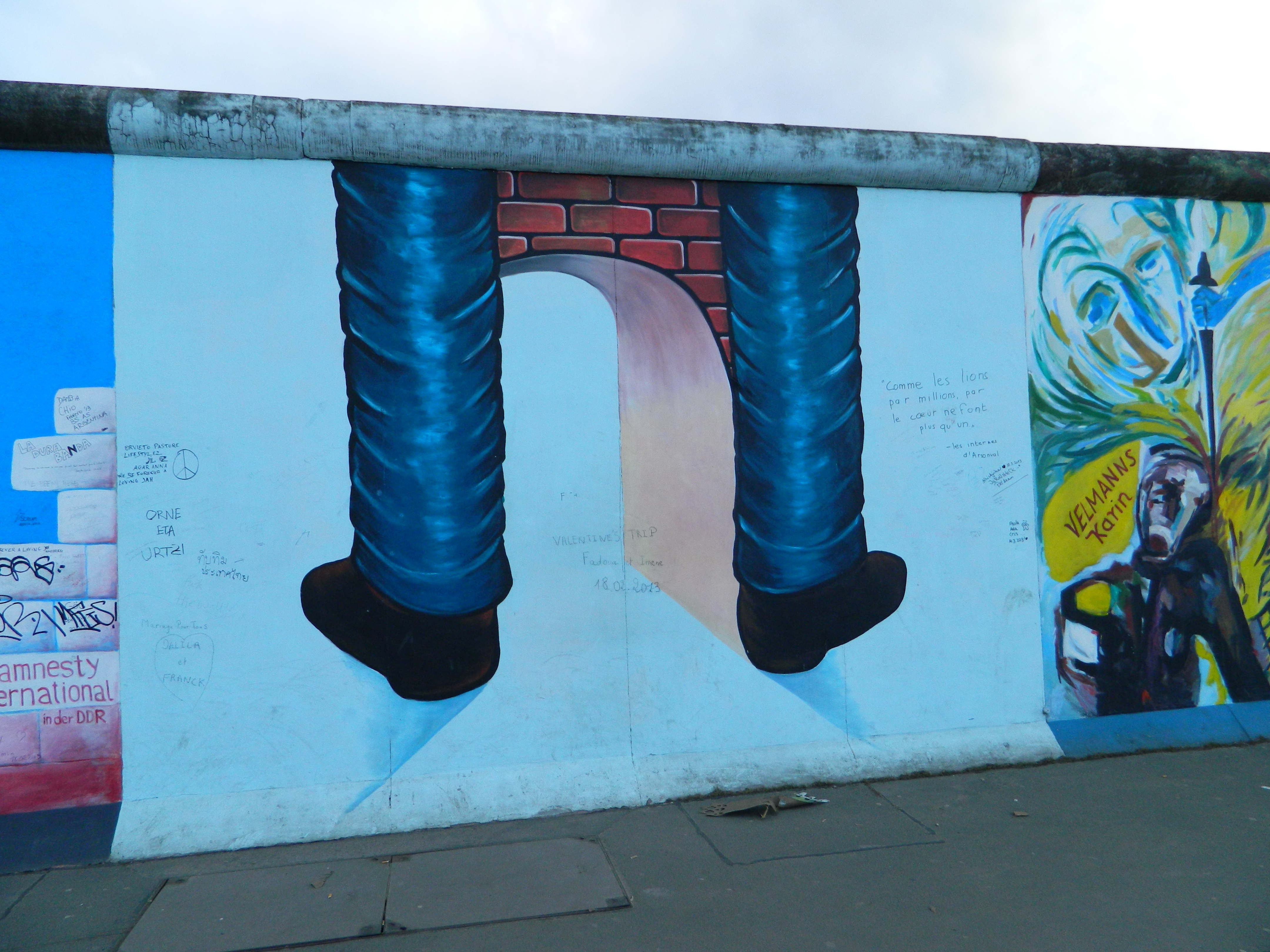
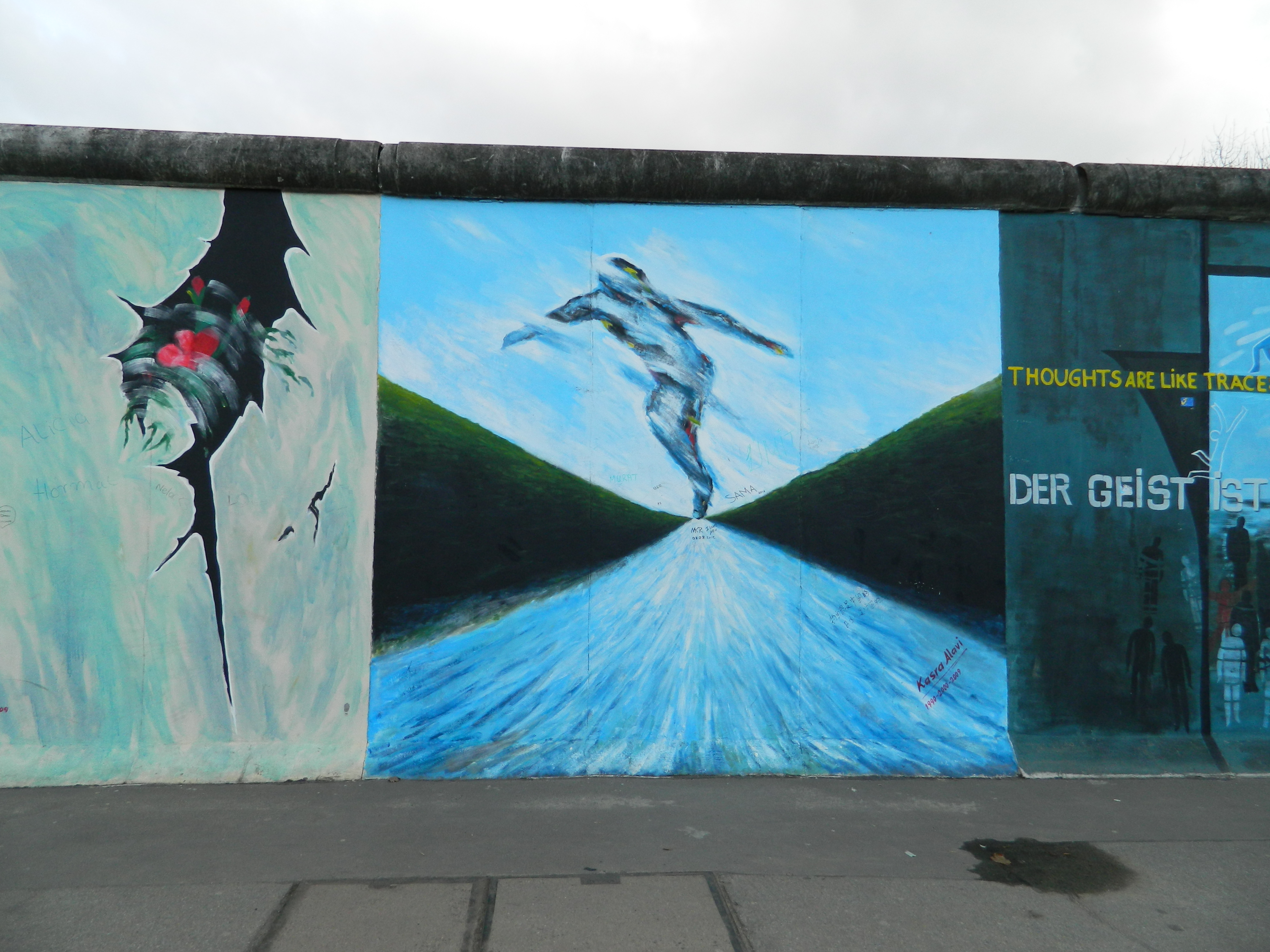
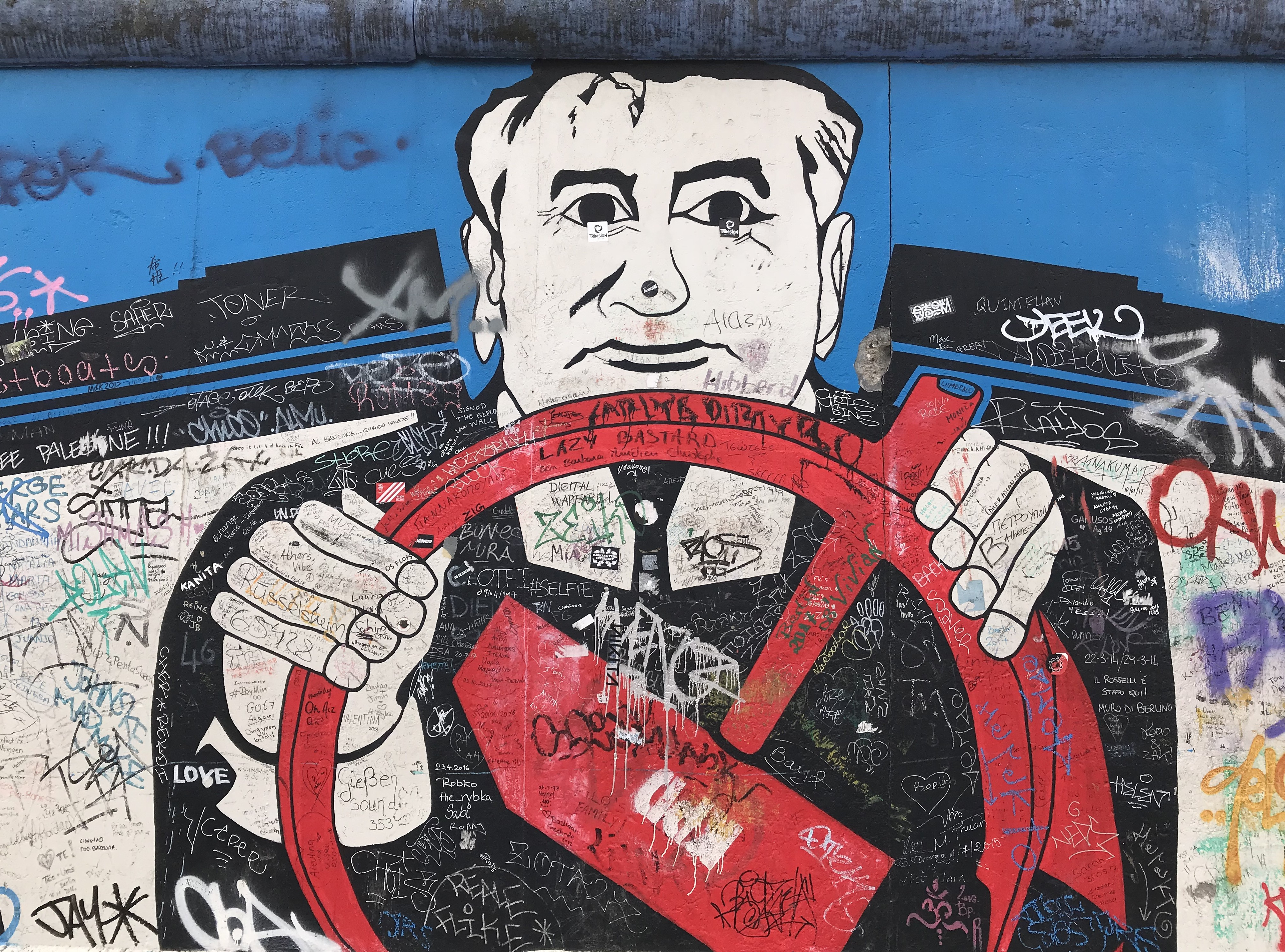
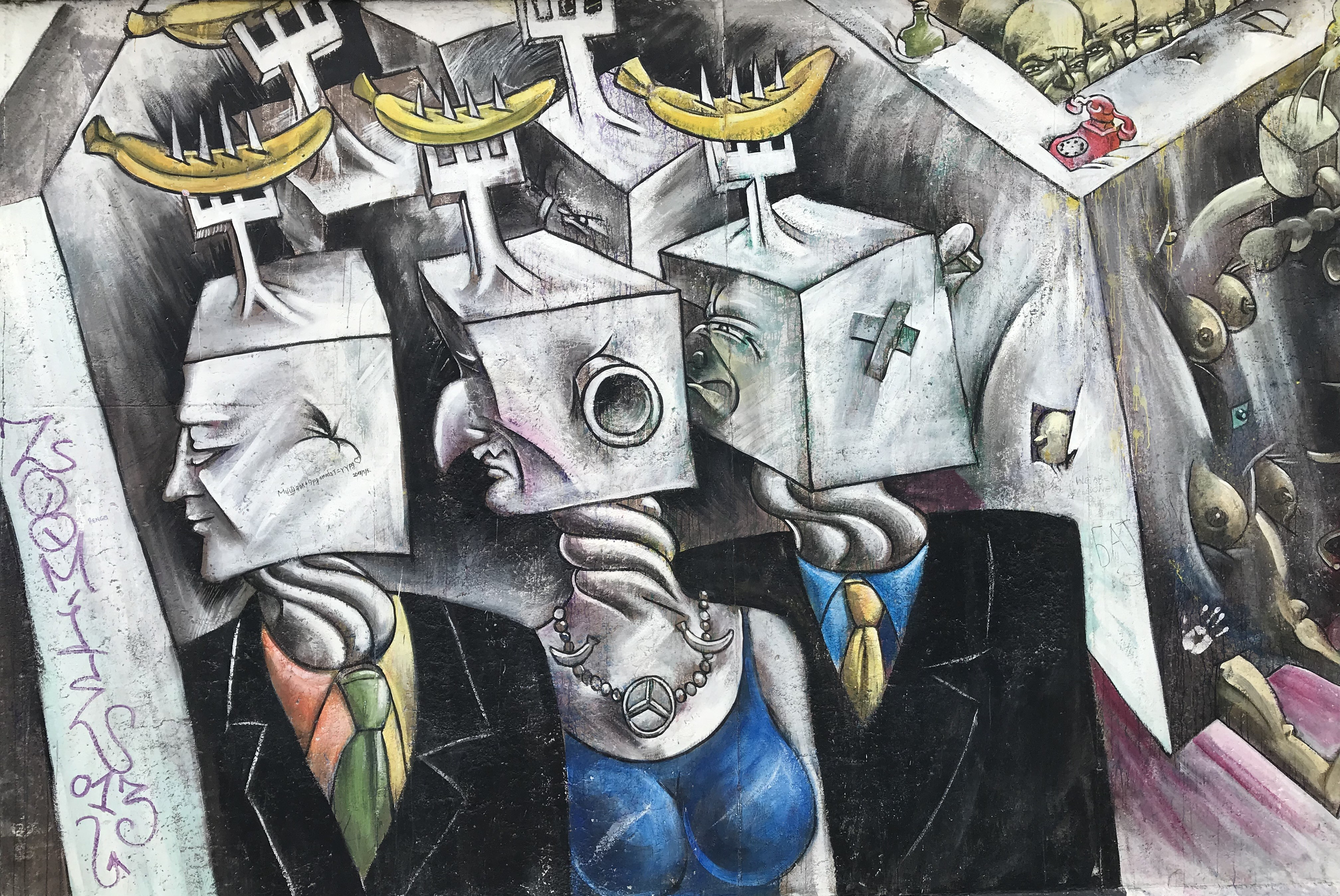